# قائمة المعالم المصنفة في العراق
تضم هذه القائمة المعالم المصنفة ذات قيمة ثقافية أو قومية في العراق. لدى العراق خمس مواقع مصنفة كتراث عالمي.

## محافظة بغداد
| رقم       | اسم                                  | وصف | موقع                                                            | مركز/مدينة | محافظة       | تصريح تصوير | الإحداثيات                                          | صورة |
| --------- | ------------------------------------ | --- | --------------------------------------------------------------- | ---------- | ------------ | ----------- | --------------------------------------------------- | --- |
| 001-IQ-BG | المدرسة المستنصرية                   | المستنصرية مدرسة عريقة أسست في زمن الدولة العباسية في بغداد عام 1233 على يد الخليفة المستنصر بالله، وكانت مركزا علميا وثقافيا هاما. تقع في جهة الرصافة من بغداد. | الرصافة                                                         | بغداد      | محافظة بغداد | لا          | 33°20′19″N 44°23′23″E / 33.33861111°N 44.38972222°E | المستنصرية مدرسة عريقة أسست في زمن الدولة العباسية في بغداد عام 1233 على يد الخليفة المستنصر بالله، وكانت مركزا علميا وثقافيا هاما. تقع في جهة الرصافة من بغداد. · Upload file |
| 002-IQ-BG | تمثال أبو جعفر المنصور               | هو تمثال لمؤسس وباني بغداد التأريخية أبو جعفر المنصور | المنصور                                                         | الكرخ      | محافظة بغداد | لا          | 33°19′29″N 44°21′11″E / 33.324822°N 44.352966°E     | صورة |
| 003-IQ-BG | العتبة الكاظمية                      | الحضرة الكاظمية هي ضريح الإمام موسى الكاظم وحفيده الإمام محمد الجواد، بنيت فوق قبرهما في منطقة الكاظمية في بغداد. ويقابل المرقد من الجهة الأخرى من نهر دجلة مرقد الإمام أبو حنيفة النعمان (جامع الإمام الأعظم) ويربط بينهما جسر الأئمة. | الكاظمية                                                        | الكرخ      | محافظة بغداد | لا          | 33°13′29″N 44°12′06″E / 33.224789°N 44.201664°E     | الحضرة الكاظمية هي ضريح الإمام موسى الكاظم وحفيده الإمام محمد الجواد، بنيت فوق قبرهما في منطقة الكاظمية في بغداد. ويقابل المرقد من الجهة الأخرى من نهر دجلة مرقد الإمام أبو حنيفة النعمان (جامع الإمام الأعظم) ويربط بينهما جسر الأئمة. · Upload file                                                                                                 |
| 004-IQ-BG | المتحف العراقي                       | المتحف العراقي، هو من أقدم وأهم وأكبر المتاحف في العراق، يقع في بغداد، عاصمة العراق، ويأتي في المرتبة الثانية بعد المتحف المصري، من حيث التأسيس، يعود تاريخ إنشائه إلى عام 1923-1924. | بغداد، مقابل منطقة الصالحية                                     | بغداد      | محافظة بغداد | لا          | 44°23′07″N 33°19′42″E / 44.3854°N 33.3283°E         | المتحف العراقي، هو من أقدم وأهم وأكبر المتاحف في العراق، يقع في بغداد، عاصمة العراق، ويأتي في المرتبة الثانية بعد المتحف المصري، من حيث التأسيس، يعود تاريخ إنشائه إلى عام 1923-1924. · Upload file |
| 005-IQ-BG | المتحف الوطني للفن الحديث            | المتحف الوطني للفن الحديث، هو أحد المتاحف الوطنية المهتمة بالفن، تأسس عام 1962، ويحوي على 7000 الاف عمل للعديد من الفنانين، من أمثال، حافظ الدروبي، وجواد سليم، وفائق حسن، سُرق ودُمر وأتلف اللصوص العديد من محتوياته في أحداث عام 2003، وتم أسترجاع فيما بعد 2000 عمل فني. ولقد أُسترجع 2000 عَمل فني ومازالت الجهود مُستمرة لأستعادة الأعمال الباقية. | ساحة الطيران، بغداد                                             | بغداد      | محافظة بغداد | لا          |                                                     | صورة |
| 006-IQ-BG | جامع أم الطبول                       | جامع أم الطبول ويعرف بأسم ابن تيمية حالياً، أفتتح عام 1968، وهو مسجد من مساجد بغداد الحديثة الفخمة، ويقع على أطراف منطقة اليرموك بأتجاه مدينة البياع، وهو الجامع الاقرب لشارع الخط السريع المؤدي إلى مطار بغداد الدولي. | اليرموك بأتجاه منطقة البياع، على شارع مطار بغداد الدولي، بغداد. | بغداد      | محافظة بغداد | لا          | 33°17′01″N 44°20′47″E / 33.2835074°N 44.3463056°E   | جامع أم الطبول ويعرف بأسم ابن تيمية حالياً، أفتتح عام 1968، وهو مسجد من مساجد بغداد الحديثة الفخمة، ويقع على أطراف منطقة اليرموك بأتجاه مدينة البياع، وهو الجامع الاقرب لشارع الخط السريع المؤدي إلى مطار بغداد الدولي. · Upload file |
| 007-IQ-BG | الحضرة القادرية                      | الحضرة القادرية هي التسمية التي تطلق على ضريح الشيخ عبد القادر الجيلاني الحسني في بغداد، يقع ضريح ومسجد الشيخ عبد القادر الجيلاني في منطقة باب الشيخ من جهة الرصافة من بغداد، وتضم مكتبة تدعى المكتبة القادرية. وتعرض الضريح لتفجير بسيارة مفخخة في أيار 2007.                                                                                     | باب الشيخ، بغداد                                                | بغداد      | محافظة بغداد | لا          |                                                     | الحضرة القادرية هي التسمية التي تطلق على ضريح الشيخ عبد القادر الجيلاني الحسني في بغداد، يقع ضريح ومسجد الشيخ عبد القادر الجيلاني في منطقة باب الشيخ من جهة الرصافة من بغداد، وتضم مكتبة تدعى المكتبة القادرية. وتعرض الضريح لتفجير بسيارة مفخخة في أيار 2007. · Upload file                                                                          |
| 008-IQ-BG | قشلة بغداد                           | القشلة من معالم بغداد التاريخية، وكانت هي مبنى المدرسة الموفقية في بغداد، ولقد كتبت دائرة الآثار على مبنى القشلة عبارة (سراي الحكومة) وهذا خطأ، إذ إن مبنى السراي هو المبنى الذي داخل القبة الجميلة التي تقابل (جامع جديد حسن باشا) وبقي كذلك إلى انقلاب وثورة 1958م.                                                                              |                                                                 | بغداد      | محافظة بغداد | لا          |                                                     | القشلة من معالم بغداد التاريخية، وكانت هي مبنى المدرسة الموفقية في بغداد، ولقد كتبت دائرة الآثار على مبنى القشلة عبارة (سراي الحكومة) وهذا خطأ، إذ إن مبنى السراي هو المبنى الذي داخل القبة الجميلة التي تقابل (جامع جديد حسن باشا) وبقي كذلك إلى انقلاب وثورة 1958م. · Upload file                                                                   |
| 009-IQ-BG | جامع الأحمدية                        | جامع ومدرسة الأحمدية هو من مساجد بغداد الأُثرية، ويقع في جانب الرصافة، شرق ساحة الميدان، وبناه أحمد باشا الكتخدا، وسمي جامع نسبه إليه، وتمت صيانته في عام 2010. | جانب الرصافة، شرق ساحة الميدان، بغداد                           | بغداد      | محافظة بغداد | لا          |                                                     | جامع ومدرسة الأحمدية هو من مساجد بغداد الأُثرية، ويقع في جانب الرصافة، شرق ساحة الميدان، وبناه أحمد باشا الكتخدا، وسمي جامع نسبه إليه، وتمت صيانته في عام 2010. · Upload file |
| 010-IQ-BG | جامع الأورفلي (بغداد)                | جامع الأورفلي من مساجد العراق التراثية، ويقع في جانب الرصافة، بمنطقة الكرادة، وقد شيد وبني هذا الجامع في عام 1951، وتعرض للتخريب والتحطيم لأجزاء منه أبان الحرب الأهلية العراقية، بعد تفجير ضريح الإمامين العسكريين في سامراء. ورمم لاحقاً من قبل ديوان الوقف السني.                                                                                | جانب الرصافة، الكرادة، بغداد                                    | بغداد      | محافظة بغداد | لا          |                                                     | صورة |
| 011-IQ-BG | جامع الإمام الأعظم                   | جامع الأمام الأعظم أو جامع ابو حنيفة النعمان هو أحد مدارس ومساجد التاريخية في بغداد، وتسمى المنطقة التي حوله بالأعظمية نسبه إليه، شيد المسجد عام 1065. | جانب الرصافة، الأعظمية، بغداد                                   | بغداد      | محافظة بغداد | لا          | 44°21′30″N 33°22′20″E / 44.358409°N 33.372091°E     | جامع الأمام الأعظم أو جامع ابو حنيفة النعمان هو أحد مدارس ومساجد التاريخية في بغداد، وتسمى المنطقة التي حوله بالأعظمية نسبه إليه، شيد المسجد عام 1065. · Upload file |
| 012-IQ-BG | جامع الخلفاء                         | جامع الخلفاء هو من مساجد بغداد التراثية الأثرية، ولقد بناه الخليفة علي المكتفي بالله، وكان يعرف بأسم جامع القصر ثم أطلق عليه لاحقاً اسم جامع الخليفة شيد في عام 902-908 م وذكره ابن بطوطة في زيارته إلى بغداد، وكانت تعتبر أعلى منارة. | شارع الجمهورية، محلة سوق الغزل، قرب الشورجة                     | بغداد      | محافظة بغداد | لا          |                                                     | جامع الخلفاء هو من مساجد بغداد التراثية الأثرية، ولقد بناه الخليفة علي المكتفي بالله، وكان يعرف بأسم جامع القصر ثم أطلق عليه لاحقاً اسم جامع الخليفة شيد في عام 902-908 م وذكره ابن بطوطة في زيارته إلى بغداد، وكانت تعتبر أعلى منارة. · Upload file                                                                                                   |
| 013-IQ-BG | جامع السراي                          | يعد من مساجد بغداد التاريخية الشهيرة في جانب الرصافة من بغداد، ولقد شيد عام 692 هـ/1293م من قبل الخليفة أحمد الناصر لدين الله وهو ما تثبته مصادر تاريخية متعددة ويؤكده المؤرخ عماد عبد السلام رؤوف. | الرصافة                                                         | بغداد      | محافظة بغداد | لا          |                                                     | يعد من مساجد بغداد التاريخية الشهيرة في جانب الرصافة من بغداد، ولقد شيد عام 692 هـ/1293م من قبل الخليفة أحمد الناصر لدين الله وهو ما تثبته مصادر تاريخية متعددة ويؤكده المؤرخ عماد عبد السلام رؤوف. · Upload file |
| 014-IQ-BG | جامع الشاوي                          | من مساجد العراق التراثية القديمة، وهو مسجد كبير الفناء، يقع في جانب الكرخ من مدينة بغداد في حي كرادة مريم بين جسر الجمهورية وجسر الأحرار على ضفاف نهر دجلة بالقرب من مبنى الإذاعة العراقية. | كرادة مريم                                                      | الكرخ      | محافظة بغداد | لا          |                                                     | من مساجد العراق التراثية القديمة، وهو مسجد كبير الفناء، يقع في جانب الكرخ من مدينة بغداد في حي كرادة مريم بين جسر الجمهورية وجسر الأحرار على ضفاف نهر دجلة بالقرب من مبنى الإذاعة العراقية. · Upload file |
| 015-IQ-BG | جامع العسافي                         | هو من مساجد العراق القديمة التي بنيت في عهد الملك فيصل الثاني، ولقد سمي نسبة لأسرة باني المسجد عبد العزيز العسافي، ويسمى الجامع أحياناً خطأ بجامع العساف، وربما كتب كذلك في لافتات رسمية وهو خطأ شائع، فالعساف أسرة أو عدة أسر أخرى لا ينتمي لها باني المسجد.                                                                                       | الرصافة                                                         | بغداد      | محافظة بغداد | لا          |                                                     | هو من مساجد العراق القديمة التي بنيت في عهد الملك فيصل الثاني، ولقد سمي نسبة لأسرة باني المسجد عبد العزيز العسافي، ويسمى الجامع أحياناً خطأ بجامع العساف، وربما كتب كذلك في لافتات رسمية وهو خطأ شائع، فالعساف أسرة أو عدة أسر أخرى لا ينتمي لها باني المسجد. · Upload file                                                                            |
| 016-IQ-BG | جامع براثا                           | من مساجد العراق القديمة وكان ديرا نصرانيا في السابق ويحوي مقبرة، ويقع في جانب الكرخ من بغداد في منطقة العطيفية ببداية الطريق بين بغداد ومدينة الكاظمية. ويبعد الجامع حوالي 10 كم عن مركز المدينة. |                                                                 | بغداد      | محافظة بغداد | لا          |                                                     | من مساجد العراق القديمة وكان ديرا نصرانيا في السابق ويحوي مقبرة، ويقع في جانب الكرخ من بغداد في منطقة العطيفية ببداية الطريق بين بغداد ومدينة الكاظمية. ويبعد الجامع حوالي 10 كم عن مركز المدينة. · Upload file |
| 017-IQ-BG | جامع حسين باشا                       | من مساجد بغداد القديمة، ومن معالم بغداد الأثرية التي أندثرت، ويقع في حي الجمهورية بين الأزقة القديمة في محلة الحيدرخانة في الشارع المتصل بجامع الحيدرخانة من الجهة الشرقية، والذي يتصل بشارع الرشيد حالياً، وقد جدد عمارتهِ حسين باشا والي بغداد عام 1085هـ/ 1674م.                                                                                  |                                                                 | بغداد      | محافظة بغداد | لا          |                                                     | صورة |
| 018-IQ-BG | جامع عادلة خاتون                     | جامع عادلة خاتون' هو من مساجد بغداد التاريخية القديمة ويقع في جانب الرصافة من مدينة بغداد قرب جسر الصرافية في حي العيواضية (حي الأطباء حاليا)، وكان موقع هذا الجامع قرب جسر الشهداء (المأمون سابقا). | الرصافة                                                         | بغداد      | محافظة بغداد | لا          |                                                     | صورة |
| 019-IQ-BG | جامع منورة خاتون                     | جامع منورة خاتون في العراق، ويعتبر من مساجد بغداد الأثرية القديمة، ولقد شيدته إمرأة صالحة تدعى منورة خاتون وهي زوجة الوالي العثماني سليمان باشا الصغير، ويقع الجامع في جانب الرصافة من مدينة بغداد، ويطل على شارع الجمهورية | الرصافة                                                         | بغداد      | محافظة بغداد | لا          |                                                     | صورة |
| 020-IQ-BG | جسر الأئمة                           | جسر الأئمة هو جسر فوق نهر دجلة يربط منطقتي الأعظمية والكاظمية في بغداد المتاخمتين لضفة نهر دجلة، سمي بهذا الاسم لأنه يربط بين جهتين تحتويان مقبرتين كبيرتين دفن فيها رفات الكثير من علماء الإسلام وأئمة الدين. |                                                                 | بغداد      | محافظة بغداد | لا          |                                                     | جسر الأئمة هو جسر فوق نهر دجلة يربط منطقتي الأعظمية والكاظمية في بغداد المتاخمتين لضفة نهر دجلة، سمي بهذا الاسم لأنه يربط بين جهتين تحتويان مقبرتين كبيرتين دفن فيها رفات الكثير من علماء الإسلام وأئمة الدين. · Upload file |
| 021-IQ-BG | حديقة الزوراء                        | نشئ متنزه الزوراء في مطلع السبعينيات من القرن الماضي على مساحة اصلية تقدر بـ 750 دونماً، ثم اقتطعت منها خلال الثمانينيات مساحة 300 دونم لأنشاء ساحة الاحتفالات. |                                                                 | بغداد      | محافظة بغداد | لا          |                                                     | نشئ متنزه الزوراء في مطلع السبعينيات من القرن الماضي على مساحة اصلية تقدر بـ 750 دونماً، ثم اقتطعت منها خلال الثمانينيات مساحة 300 دونم لأنشاء ساحة الاحتفالات. · Upload file |
| 022-IQ-BG | حديقة حيوانات بغداد                  | حديقة حيوانات بغداد هي حديقة حيوانات تقع في حديقة الزوراء وسط بغداد وقد اعتبرت حديقة الزوراء من أكبر وأقدم حدائق الحيوانات في الشرق الأوسط. حيث تبلغ مساحتها 810 كيلومتر وقد كانت حديقة الحيوانات موجودة في منطقة قريبة من موقع حديقة الزوراء الحالية، لكن عند تأسيس حديقة الزوراء تم نقل موقع الحديقة إلى نطاق حديقة الزوراء عام 1971.            | حديقة الزوراء                                                   | بغداد      | محافظة بغداد | لا          | 33°18′53″N 44°22′35″E / 33.314845°N 44.376417°E     | حديقة حيوانات بغداد هي حديقة حيوانات تقع في حديقة الزوراء وسط بغداد وقد اعتبرت حديقة الزوراء من أكبر وأقدم حدائق الحيوانات في الشرق الأوسط. حيث تبلغ مساحتها 810 كيلومتر وقد كانت حديقة الحيوانات موجودة في منطقة قريبة من موقع حديقة الزوراء الحالية، لكن عند تأسيس حديقة الزوراء تم نقل موقع الحديقة إلى نطاق حديقة الزوراء عام 1971. · Upload file |
| 023-IQ-BG | خان جغان                             | خان جغان وهو أحد خانات بغداد المعروفة، وكان يستخدم كفندق للمسافرين في بغداد، ولقد بني خلال القرن الرابع عشر ميلادي. وأهمل مبنى الخان وتعرض إلى الضرر والهدم في عام 1929م، وهو واحد من أشهر الخانات في مدينة الشورجة التجارية بوسط بغداد | الشورجة                                                         | بغداد      | محافظة بغداد | لا          | 33°20′19″N 44°23′33″E / 33.3386°N 44.3925°E         | صورة |
| 024-IQ-BG | خان مرجان                            | خان مرجان ويقع في جانب الرصافة من بغداد قرب المدرسة المرجانية، عند مدخل شارع أسامة بن زيد حالياً، وهو أحد خانات بغداد المشهورة، ولقد بني في الفترة بين عامي 758هـ/ 1356م - 760هـ/1358م. | الرصافة                                                         | بغداد      | محافظة بغداد | لا          |                                                     | خان مرجان ويقع في جانب الرصافة من بغداد قرب المدرسة المرجانية، عند مدخل شارع أسامة بن زيد حالياً، وهو أحد خانات بغداد المشهورة، ولقد بني في الفترة بين عامي 758هـ/ 1356م - 760هـ/1358م. · Upload file |
| 025-IQ-BG | رباط الشونيزية                       | رباط الشونيزية يقع بالجانب الغربي من بغداد بالقرب من مقبرة الشونيزية |                                                                 | بغداد      | محافظة بغداد | لا          |                                                     | صورة |
| 026-IQ-BG | ساحة الاحتفالات الكبرى               | ساحة الاحتفالات الكبرى هي الساحة الرئيسية للاحتفالات العامة في بغداد. ولقد بنيت وتأسست في عام 1986م. |                                                                 | بغداد      | محافظة بغداد | لا          | 33°18′20″N 44°22′59″E / 33.305683°N 44.383°E        | صورة |
| 027-IQ-BG | ساحة التحرير                         | ساحة التحرير هي إحدى الساحات الرئيسية في وسط مركز مدينة بغداد عاصمة العراق والتي تقع في منطقة الباب الشرقي. |                                                                 | بغداد      | محافظة بغداد | لا          |                                                     | صورة |
| 028-IQ-BG | ساحة الفردوس                         | ساحة الفردوس في بغداد هي إحدى ساحات المدينة الرئيسة، وتقع الساحة في جهة الرصافة من ضفة نهر دجلة، ويطل فندقا عشتار (شيراتون) وفلسطين (ميريديان) على الساحة. | الرصافة                                                         | بغداد      | محافظة بغداد | لا          | 33°18′53″N 44°25′14″E / 33.314633°N 44.420675°E     | ساحة الفردوس في بغداد هي إحدى ساحات المدينة الرئيسة، وتقع الساحة في جهة الرصافة من ضفة نهر دجلة، ويطل فندقا عشتار (شيراتون) وفلسطين (ميريديان) على الساحة. · Upload file |
| 029-IQ-BG | ساحة اللقاء                          | ساحة اللقاء كانت هذه الساحة تحتوي على نصب تذكاري يسمى نصب اللقاء صممه وبناه الفنان علاء بشير في بغداد. |                                                                 | بغداد      | محافظة بغداد | لا          |                                                     | صورة |
| 030-IQ-BG | ساعة الأعظمية                        | تعتبر ساعة الأعظمية من معالم مدينة بغداد التاريخية، وتقع في مدينة الأعظمية، وترجع قصتها إلى عام 1919م، حين أهديت ساعة من الحضرة القادرية إلى جامع الإمام الأعظم. |                                                                 | بغداد      | محافظة بغداد | لا          |                                                     | تعتبر ساعة الأعظمية من معالم مدينة بغداد التاريخية، وتقع في مدينة الأعظمية، وترجع قصتها إلى عام 1919م، حين أهديت ساعة من الحضرة القادرية إلى جامع الإمام الأعظم. · Upload file |
| 031-IQ-BG | ساعة بغداد                           | ساعة بغداد هي مبنى مرتفع تعلوه ساعة معلقة على برج لها أربعة أوجه يقع المبنى ضمن منطقة ساحة الاحتفالات في بغداد. أنشئت في سنة 1994م. |                                                                 | بغداد      | محافظة بغداد | لا          | 33°18′09″N 44°22′30″E / 33.302583°N 44.375°E        | ساعة بغداد هي مبنى مرتفع تعلوه ساعة معلقة على برج لها أربعة أوجه يقع المبنى ضمن منطقة ساحة الاحتفالات في بغداد. أنشئت في سنة 1994م. · Upload file |
| 032-IQ-BG | سوق السراي                           | يقع السوق في بغداد بالقرب من شارع الرشيد وفي نهاية شارع المتنبي، ويشتهر ويعرف هذا السوق بتجارة الدفاتر والأوراق والكتب المدرسية. حيث يتم فيه بيع مختلف أنواع القرطاسية من دفاتر وأقلام وأدوات مكتبية. |                                                                 | بغداد      | محافظة بغداد | لا          |                                                     | يقع السوق في بغداد بالقرب من شارع الرشيد وفي نهاية شارع المتنبي، ويشتهر ويعرف هذا السوق بتجارة الدفاتر والأوراق والكتب المدرسية. حيث يتم فيه بيع مختلف أنواع القرطاسية من دفاتر وأقلام وأدوات مكتبية. · Upload file |
| 033-IQ-BG | سوق الصفافير                         | سوق الصفافير أو الصفارين وهو سوق ترجع تسميته بهذا الأسم نسبة للصفر (معدن النحاس)، حيث يشتهر هذا السوق بصناعة الصحون والأواني المنزلية. |                                                                 | بغداد      | محافظة بغداد | لا          |                                                     | سوق الصفافير أو الصفارين وهو سوق ترجع تسميته بهذا الأسم نسبة للصفر (معدن النحاس)، حيث يشتهر هذا السوق بصناعة الصحون والأواني المنزلية. · Upload file |
| 034-IQ-BG | سوق الغزل                            | سوق الغزل وهو سوق معروف في بغداد يقع قرب جامع الخلفاء في الشورجة. | الشورجة                                                         | بغداد      | محافظة بغداد | لا          |                                                     | سوق الغزل وهو سوق معروف في بغداد يقع قرب جامع الخلفاء في الشورجة. · Upload file |
| 035-IQ-BG | سوق الهرج                            | سوق معروف في وسط مدينة بغداد لبيع الأدوات المستعملة والأغراض القديمة جداً والتي تكون ذات قيمة تاريخية أثرية |                                                                 | بغداد      | محافظة بغداد | لا          |                                                     | سوق معروف في وسط مدينة بغداد لبيع الأدوات المستعملة والأغراض القديمة جداً والتي تكون ذات قيمة تاريخية أثرية · Upload file |
| 036-IQ-BG | قصر السلام                           | قصر السلام هو أحد أكبر القصور الموجودة في العراق، والقصر موجود في المنطقة الخضراء في بغداد وتوجد حوله اسوار كبيرة وأبراج مراقبة وبحيرة تم بنائها في أواخر عهد الرئيس السابق صدام حسين. |                                                                 | بغداد      | محافظة بغداد | لا          |                                                     | صورة |
| 037-IQ-BG | قصر شعشوع                            | قصر شعشوع هو دار فخمة تقع في بغداد وكانت قصر الوالي العثماني بعهد الدولة العثمانية ولقد تم شراؤها ثم تعميرها بين عامي 1906-1908م من قبل الثري شاؤول شعشوع اليهودي |                                                                 | بغداد      | محافظة بغداد | لا          |                                                     | صورة |
| 038-IQ-BG | قوس النصر                            | معلم سياحي في ساحة الاحتفالات الكبرى في مدينة بغداد، ولقد تم تنفيذ نصب قوس النصر بواسطة شركة (موريس سينغر) البريطانية. | ساحة الاحتفالات الكبرى                                          | بغداد      | محافظة بغداد | لا          | 33°18′19″N 44°22′58″E / 33.3054°N 44.3828°E         | صورة |
| 039-IQ-BG | كلية الإمام الأعظم أبي حنيفة النعمان | كلية الإمام الأعظم أبي حنيفة النعمان' في جامع أبي حنيفة في بغداد، وهي مدرسة دينية تهتم بتدريس العلوم الشرعية الإسلامية، وشيدت هذه المدرسة بجوار مشهد الإمام أبي حنيفة المتوفى عام 150 هـ/767م. |                                                                 | بغداد      | محافظة بغداد | لا          |                                                     | كلية الإمام الأعظم أبي حنيفة النعمان' في جامع أبي حنيفة في بغداد، وهي مدرسة دينية تهتم بتدريس العلوم الشرعية الإسلامية، وشيدت هذه المدرسة بجوار مشهد الإمام أبي حنيفة المتوفى عام 150 هـ/767م. · Upload file |
| 040-IQ-BG | ساحة كهرمانة                         | ساحة كهرمانة هي ساحة مشهورة في العاصمة العراقية بغداد.وهي ساحة دائرية تفصل بين منطقتي الكرادة وشارع السعدون وتحتوي على تمثال كهرمانة. | الكرادة                                                         | الرصافة    | محافظة بغداد | لا          |                                                     | صورة |
| 041-IQ-BG | مبنى متصرفية لواء بغداد              | مبنى قديم يقع في محلة جديد حسن باشا في شارع السراي مقابل مبنى القشلة، في جانب الرصافة من مدينة بغداد. | الرصافة                                                         | بغداد      | محافظة بغداد | لا          |                                                     | مبنى قديم يقع في محلة جديد حسن باشا في شارع السراي مقابل مبنى القشلة، في جانب الرصافة من مدينة بغداد. · Upload file |
| 042-IQ-BG | متحف البريد العراقي                  | متحف البريد العراقي هو متحف يقع في جانب الكرخ من مدينة بغداد، في شارع حيفا، وأفتتح في عام 1989م، ويحتوي المتحف على معظم اصدارات دائرة البريد العراقية من المطبوعات والطوابع وبطاقات البريد المختلفة، وكذلك يحتوي على المعدات التي استعملت في نقل البريد وحفظه منذ عهد الدولة العثمانية عام 1912م وحتى الآن..                                       |                                                                 | بغداد      | محافظة بغداد | لا          |                                                     | صورة |
| 043-IQ-BG | متحف عبد الكريم قاسم                 | متحف عبد الكريم قاسم أو متحف ثورة 14 تموز، هو مَتحف في بغداد يُعرض فيه مُقتنيات شخصية من أهم شخصيات تاريخ العراق المُعاصر، وهو رئيس الوزراء العراقي، عبد الكريم قاسم. | شارع الرشيد                                                     | بغداد      | محافظة بغداد | لا          |                                                     | صورة |
| 044-IQ-BG | محطة بغداد المركزية                  | محطة بغداد المركزية هي محطة القطارات الرئيسية في العاصمة العراقية بغداد وتقع في جهة الكرخ من بغداد. وقد وضع حجر الأساس لها عام 1948م، وتم افتتاحها رسميا عام 1952م | الكرخ                                                           | بغداد      | محافظة بغداد | لا          | 33°19′25″N 44°22′49″E / 33.323611°N 44.380278°E     | محطة بغداد المركزية هي محطة القطارات الرئيسية في العاصمة العراقية بغداد وتقع في جهة الكرخ من بغداد. وقد وضع حجر الأساس لها عام 1948م، وتم افتتاحها رسميا عام 1952م · Upload file |
| 045-IQ-BG | مدرسة الإمام أبي يوسف                | مدرسة قديمة كانت في منطقة الكاظمية في مشهد الإمام أبي يوسف يعقوب بن إبراهيم الأنصاري | الكاظمية                                                        | بغداد      | محافظة بغداد | لا          |                                                     | صورة |
| 046-IQ-BG | مرقد الشيخ منصور الحلاج              | مرقد أبو عبد الله أو أبو الغيث الحسين بن منصور الحلاج (858 - 26 مارس، 922) (244 هـ 309 هـ) من أعلام التصوف، ومن أهل البيضاء وهي بلدة بفارس، نشأ في مدينة واسط الواقعة على بعد 180 كم جنوب العاصمة بغداد |                                                                 | بغداد      | محافظة بغداد | لا          |                                                     | صورة |
| 047-IQ-BG | مسجد آل جميل                         | بني من قبل وجهاء عائلة آل جميل التي نزحت من بلاد الشام وسكنت العراق. | يقع المسجد في محلة قنبر علي في بغداد،                           | بغداد      | محافظة بغداد | لا          |                                                     | بني من قبل وجهاء عائلة آل جميل التي نزحت من بلاد الشام وسكنت العراق. · Upload file |
| 048-IQ-BG | مسجد آل شاكر أفندي                   | أحد مساجد بغداد الأثرية القديمة، ويسمى أيضاً مسجد عثمان أفندي الواعظ، وبناه المتبرع عثمان أفندي بن عمر في عهد الدولة العثمانية، في 22 صفر من عام 1106 هـ/ 1694م. | في سوق الصاغة في محلة جديد حسن باشا                             | بغداد      | محافظة بغداد | لا          |                                                     | أحد مساجد بغداد الأثرية القديمة، ويسمى أيضاً مسجد عثمان أفندي الواعظ، وبناه المتبرع عثمان أفندي بن عمر في عهد الدولة العثمانية، في 22 صفر من عام 1106 هـ/ 1694م. · Upload file |
| 049-IQ-BG | مسجد أحمد المكي                      | من مساجد بغداد التاريخية القديمة، ويقع بالقرب من الحضرة القادرية، وتم تشييده قبل أكثر من 400 عام من قبل الشيخ أحمد بن علي بن أحمد الشيبي الحنبلي، (من بني شيبة من حجاب الكعبة). |                                                                 | بغداد      | محافظة بغداد | لا          |                                                     | صورة |
| 050-IQ-BG | مسجد الأباريقي                       | من مساجد العراق القديمة التراثية، ويقع في جانب الرصافة من بغداد بالباب الشرقي في منطقة الفناهرة، وشيد في نهاية عهد الدولة العباسية، في عام 647هـ/1250م، وسمي نسبة إلى الشيخ محمد الأباريقي | الرصافة                                                         | بغداد      | محافظة بغداد | لا          |                                                     | صورة |
| 051-IQ-BG | مسجد الشيخ كنعان                     | مسجد الشيخ كنعان من مساجد العراق القديمة، ويقع في جانب الرصافة من بغداد، في محلة قهوة شكر، وشيد ويني المسجد عام 1004 هـ/1595م. | الرصافة                                                         | بغداد      | محافظة بغداد | لا          |                                                     | صورة |
| 052-IQ-BG | مسجد الصفارين                        | مرقد عمرو بن الليث الصفار حاكم الدولة الصفارية وقد بني في زمن السلاجقة الاتراك وهو من مساجد بغداد التراثية القديمة، ويقع في جانب الرصافة من مدينة بغداد. | الرصافة                                                         | بغداد      | محافظة بغداد | لا          |                                                     | صورة |
| 053-IQ-BG | مسجد ثريا                            | مسجد ثريا، وهو من مساجد بغداد التراثية القديمة، ولقد بني وشيد في عهد الدولة العثمانية، ويقع في جانب الكرخ من مدينة بغداد، في منطقة سوق حمادة | الكرخ                                                           | بغداد      | محافظة بغداد | لا          |                                                     | صورة |
| 054-IQ-BG | مسجد حسن بك                          | من مساجد العراق الأثرية القديمة وشيد وبني في عهد الدولة العثمانية، ويقع في محلة الحارة، في حي الأعظمية قرب نهر دجلة خلف مبنى جامع الإمام الأعظم. | الأعظمية                                                        | بغداد      | محافظة بغداد | لا          |                                                     | صورة |
| 055-IQ-BG | مسجد عبد الله بن عمر                 | من مساجد العراق التراثية القديمة، ويقع في جانب الرصافة من مدينة بغداد بمحلة رأس الساقية في شارع النقيب، وتم بناءه في عهد الدولة العثمانية. | الرصافة                                                         | بغداد      | محافظة بغداد | لا          |                                                     | صورة |
| 056-IQ-BG | مسجد محمد الألفي                     | مسجد الشيخ محمد الألفي من مساجد بغداد الأثرية القديمة التي بنيت قبل حوالي 250 عاما، ويقع في جانب الرصافة بالقرب من الحضرة القادرية | الرصافة                                                         | بغداد      | محافظة بغداد | لا          |                                                     | صورة |
| 057-IQ-BG | مسجد ملا حمادي                       | من مساجد العراق الأثرية القديمة، ويقع في جانب الرصافة من بغداد عند منطقة المربعة في شارع الرشيد، ولقد أنشيء عام 1327 هـ/1909م، وسمي نسبة إلى الشيخ الملا حمادي. | الرصافة                                                         | بغداد      | محافظة بغداد | لا          |                                                     | صورة |
| 058-IQ-BG | مسجد ومرقد حبيب العجمي               | من مساجد العراق الأثرية القديمة، وبني وشيد في القرن التاسع الهجري، في محلة الشيخ بشار على ضفاف نهر دجلة من جانب الكرخ في بغداد، وفيهِ قبر الزاهد حبيب العجمي. | الكرخ                                                           | بغداد      | محافظة بغداد | لا          |                                                     | صورة |
| 059-IQ-BG | مطار بغداد الدولي                    | مطار بغداد الدولي أو مطار صدام الدولي (سابقا) (إياتا: BGW، إيكاو: ORBI) هو أكبر مطارات العراق، يقع على بعد 16 كم غرب العاصمة العراقية بغداد، وهو يتبع قضاء أبو غريب، ويعتبر المطار المقر الرئيسي ومركز عمليات الخطوط الجوية العراقية. | قضاء أبو غريب                                                   | بغداد      | محافظة بغداد | لا          | 33°15′45″N 44°14′04″E / 33.2625°N 44.234444°E       | مطار بغداد الدولي أو مطار صدام الدولي (سابقا) (إياتا: BGW، إيكاو: ORBI) هو أكبر مطارات العراق، يقع على بعد 16 كم غرب العاصمة العراقية بغداد، وهو يتبع قضاء أبو غريب، ويعتبر المطار المقر الرئيسي ومركز عمليات الخطوط الجوية العراقية. · Upload file                                                                                                   |
| 060-IQ-BG | مقام الخضر (مدرسة السويدي)           | مقام الخضر من مباني بغداد الأثرية، ويقع في جانب الكرخ، ويطل على ضفاف نهر دجلة، في محلة خضر الياس، وكان المبنى في السابق مدرسة قديمة بناها الشيخ محمد أمين السويدي عام 1239هـ/1823م. | الكرخ                                                           | بغداد      | محافظة بغداد | لا          |                                                     | صورة |
| 061-IQ-BG | مقبرة الغزالي                        | مقبرة الغزالي من المقابر القديمة في جانب الرصافة من بغداد، وهي مقاربة لمحلة باب الشيخ من جهة الخارج، وتقع الآن على الشارع العام المعروف بشارع الشيخ عمر، قريبا من المقبرة الوردية. | الرصافة                                                         | بغداد      | محافظة بغداد | لا          |                                                     | مقبرة الغزالي من المقابر القديمة في جانب الرصافة من بغداد، وهي مقاربة لمحلة باب الشيخ من جهة الخارج، وتقع الآن على الشارع العام المعروف بشارع الشيخ عمر، قريبا من المقبرة الوردية. · Upload file |
| 062-IQ-BG | مقهى البرازيلية                      | مقهى البرازيلية أحد مقاهي بغداد المشهورة والعريقة, يقع في وسط شارع الرشيد باتجاه الباب الشرقي, كان مجمع لطلبة الكليات والطبقة المثقفة والأدباء والشعراء, يلتقون في هذا المقهى ويتحلقون حول طاولات محددة لأدباء وسياسيين بعينهم ليتبادلوا أخر أخبار الأدب والثقافة والتي لا تخلوا من تحاورات سياسية.                                                | شارع الرشيد                                                     | بغداد      | محافظة بغداد | لا          |                                                     | صورة |
| 063-IQ-BG | مقهى الزهاوي                         | مقهى الزهاوي أو قهوة الزهاوي هو مقهى في بغداد، يقع بين ساحة الميدان وجامع الحيدرخانة. تأسس المقهى سنة 1917 م. سميت على اسم الشاعر جميل صدقي الزهاوي. |                                                                 | بغداد      | محافظة بغداد | لا          | 33°20′36″N 44°23′15″E / 33.343333°N 44.3875°E       | صورة |
| 064-IQ-BG | مقهى الشابندر                        | مقهى الشابندر' هو من أشهر المقاهي القديمة في بغداد، ويقع في نهاية شارع المتنبي قرب مبنى القشلة (المدرسة الموفقية سابقا)، وأصبح الآن من الأندية الأجتماعية، ويعتبر أحد المعالم الثقافية المهمة في العراق. | شارع المتنبي                                                    | بغداد      | محافظة بغداد | لا          | 33°20′25″N 44°23′17″E / 33.340278°N 44.388056°E     | مقهى الشابندر' هو من أشهر المقاهي القديمة في بغداد، ويقع في نهاية شارع المتنبي قرب مبنى القشلة (المدرسة الموفقية سابقا)، وأصبح الآن من الأندية الأجتماعية، ويعتبر أحد المعالم الثقافية المهمة في العراق. · Upload file |
| 065-IQ-BG | نادي الفروسية                        | نادي مختص بسباقات الخيل وهو أقدم نادي للفروسية في العراق يعود تاريخ تأسيسه إلى عام 1922م. |                                                                 | بغداد      | محافظة بغداد | لا          |                                                     | صورة |
| 066-IQ-BG | نصب الجرار                           | نصب يقع في العراق بمنطقة العلاوي مقابل مبنى المتحف العراقي، في جانب الكرخ من مدينة بغداد، والنصب من صنع وتصميم الفنان العراقي ميران السعدي. | الكرخ                                                           | بغداد      | محافظة بغداد | لا          |                                                     | صورة |
| 067-IQ-BG | نصب الجندي المجهول                   | نصب الجندي المجهول أو (نصب الشهيد) يعود إلى فكرة مستوحاة من تمجيد شهداء الحرب العراقية الايرانية وتم تشييدهُ في عام 1980 في وسط بغداد عند بدء الحرب مع إيران. |                                                                 | بغداد      | محافظة بغداد | لا          |                                                     | صورة |
| 068-IQ-BG | نصب الشهيد                           | يقع نصب الشهيد في جانب الرصافة من بغداد. وقد انشئ سنة 1983 ويرمز النصب إلى تضحية الشهيد في سبيل وطنه ومبادئه. |                                                                 | الرصافة    | محافظة بغداد | لا          | 33°20′36″N 44°26′45″E / 33.34333333°N 44.44583333°E | Upload file |
| 069-IQ-BG | جامع زمرد خاتون                      | يقع جامع زمرد خاتون في وسط بغداد بالقرب من المدرسة المستنصرية. تم بناؤه من قبل زمرد خاتون، التي كانت والدة الخليفة الناصر لدين الله وزوجة المستضئ بالله أم عمر الله والمتوفاة العام 599هـ/ 1202م. | بالقرب من المدرسة المستنصرية                                    | الكرخ      | محافظة بغداد | لا          |                                                     | يقع جامع زمرد خاتون في وسط بغداد بالقرب من المدرسة المستنصرية. تم بناؤه من قبل زمرد خاتون، التي كانت والدة الخليفة الناصر لدين الله وزوجة المستضئ بالله أم عمر الله والمتوفاة العام 599هـ/ 1202م. · Upload file |
| 067-IQ-BG | زقورة عقرقوف                         | زقورة تَقع في محافظة بغداد، العراق، كانت إحدى المُدن في جنوب بلاد وادي الرافدين بالقرب من التقاء نهري دِجلة وديالى على بعد 30 كيلو متر (19 ميل) من غرب مركز بغداد، ولقد تأسست من قبل ملك الكيشين كوريغالزو الأول في القرن الرابع عشر قبل الميلاد. |                                                                 | بغداد      | محافظة بغداد | لا          | 33°21′13″N 44°12′08″E / 33.353611°N 44.202222°E     | زقورة تَقع في محافظة بغداد، العراق، كانت إحدى المُدن في جنوب بلاد وادي الرافدين بالقرب من التقاء نهري دِجلة وديالى على بعد 30 كيلو متر (19 ميل) من غرب مركز بغداد، ولقد تأسست من قبل ملك الكيشين كوريغالزو الأول في القرن الرابع عشر قبل الميلاد. · Upload file                                                                                          |
| 067-IQ-BG | إيوان المدائن                        | هذا الأثر يمثل أكبر قاعة لإيوان كسرى مسقوفة بالأجر على شكل عقد دون استخدام دعامات أو تسليح ما، ويسمى محليا ولدى العامة بـ (طاق أو طاك كسرى). |                                                                 | المدائن    | محافظة بغداد | لا          |                                                     | هذا الأثر يمثل أكبر قاعة لإيوان كسرى مسقوفة بالأجر على شكل عقد دون استخدام دعامات أو تسليح ما، ويسمى محليا ولدى العامة بـ (طاق أو طاك كسرى). · Upload file |
| 067-IQ-BG | كنيسة غريغور الأرمنية                | |                                                                 | بغداد      | محافظة بغداد | لا          |                                                     | صورة |

## محافظة البصرة
| رقم       | اسم                   | وصف | موقع | مركز/مدينة | محافظة | تصريح تصوير | الإحداثيات                                     | صورة |
| --------- | --------------------- | --- | ---- | ---------- | ------ | ----------- | ---------------------------------------------- | --- |
| IQ-BA-001 | قشلة البصرة           | مبنى حكومة الدولة العثمانية في ولاية البصرة في منطقة العشار ويوجد فيها مبنى ساعة القشلة، وتسمى السراي أي مقر الحكومة في البصرة وهي مقر والي البصرة العثماني. |      |            | البصرة | لا          |                                                | صورة |
| IQ-BA-002 | ساعة سورين            | ساعة انشأ البرج عام 1906 ويقع على عتبة الجسر الخشبي المؤدي لسوق الصيادلة, أو سوق المغايز, أو سوق الهنود.. كانت الساعة والبناء ولستة عقود من المراحل الزمنية المتعاقبة تمثل رمزا للبصرة الحبيبة المزدهرة بالأنشطة التجارية.                                                              |      |            | البصرة | لا          |                                                | صورة |
| IQ-BA-003 | جسر باب سليمان الخشبي | جسر بناه الجيش العثماني في بدايات القرن العشرين على نهر "باب سليمان" بأبي الخصيب جنوب البصرة. تم صناعة هذا الجسر من الخشب المهوجني، ولأن هذا النوع من الخشب لا يتأثر بالماء مهما اشتدت ملوحته، فقد ظل شاخصا حتى اللحظة ولكن يحتاج لترميم شامل للمحافظة عليه.                            |      |            | البصرة | لا          |                                                | صورة |
| IQ-BA-004 | المربد                | سوق من الأسواق القديمة في البصرة. ويبعد عن مدينة البصرة ثلاثة أميال. وكانت تقام فبه مبارزات في الشعر بين الفرزدق وجرير عرفت بشعر النقائض وكان في الجاهلية -حتى عصر الخلفاء- سوق للابل وكانت تحبس فيه الإبل ولذلك سمي بالمربد. وأهل المدينة يطلقون على المكان الذي يجفف فيه التمر مربدا. |      |            | البصرة | لا          |                                                | صورة |
| IQ-BA-005 | متحف البصرة الحضاري   | متحف للآثار يقع في مدينة البصرة جنوب العراق حيث تم إنشاءه في بناية أحد القصور الرئاسية التي تعود إلى النظام السابق على شط العرب. ويحتوي المتحف على 440 قطعة أثرية يعود بعضها إلى 300 عام قبل الميلاد.                                                                                   |      |            | البصرة | لا          | 30°29′51″N 47°51′40″E / 30.497384°N 47.86099°E | متحف للآثار يقع في مدينة البصرة جنوب العراق حيث تم إنشاءه في بناية أحد القصور الرئاسية التي تعود إلى النظام السابق على شط العرب. ويحتوي المتحف على 440 قطعة أثرية يعود بعضها إلى 300 عام قبل الميلاد. · Upload file |
| IQ-BA-006 | ملعب الميناء          | ملعب يستخدم لمباريات كرة القدم لنادي الميناء العراقي يقع في البصرة في العراق ويتسع ل10000 متفرج.هو أقدم ملعب في منطقة الخليج العربي والعراق عانى من الاهمال نتيجة ضعف الدعم الرياضي للاندية العراقية في فترة التسعينات ومطلع اللالفية الجديدة                                           |      |            | البصرة | لا          |                                                | صورة |
| IQ-BA-007 | ملعب جذع النخلة       | ملعب لكرة القدم يقع في مدينة البصرة الرياضية في العراق افتتح عام 2013. |      |            | البصرة | لا          |                                                | صورة |

## محافظة ذي قار
| رقم       | اسم                  | وصف | موقع | مركز/مدينة | محافظة | تصريح تصوير | الإحداثيات                                      | صورة        |
| --------- | -------------------- | --- | ---- | ---------- | ------ | ----------- | ----------------------------------------------- | ----------- |
| IQ-DQ-001 | تل أبو شهرين (إريدو) | إريدو (حالياً تدعى تل أبو شهرين) هي مدينة تاريخية في العراق تبعد 7 اميال عن جنوب غرب مدينة أور. هناك اعتقاد سائد من قبل علماء الأثار ان اريدو كانت من أوائل مدن السومريين وربما يرجع تاريخ بناءها إلى 5000 سنة قبل الميلاد. |      | أور        | ذي قار | لا          |                                                 | Upload file |
| IQ-DQ-002 | زابالا               | مدينة سومرية قديمة تقع في محافظة ذي قار في العراق، زابالا كانت تمر بها قنوات نينجانا، وكانت فيها معابد للاله إنانا. |      |            | ذي قار | لا          | 31°44′36″N 45°52′36″E / 31.743333°N 45.876667°E | صورة        |

## محافظة ميسان
| رقم       | اسم          | وصف | موقع | مركز/مدينة | محافظة | تصريح تصوير | الإحداثيات | صورة |
| --------- | ------------ | --- | ---- | ---------- | ------ | ----------- | ---------- | ---- |
| IQ-MA-001 | هور المالح   | أحد الاهوار في العراق يقع في ناحية المشرح سمي بهور المالح لملوحة مياهه ولانه موسمي وقليل يبعد هذا الهور عن العمارة ب 4 كم ويقع شرقها ويبلغ طوله حوالي 27 كم وعرضه 10 كم.                                                                                                |      |            |        | لا          |            | صورة |
| IQ-MA-002 | هور أبي كلام | هور أبي كلام وهو أحد الاهوار في العراق يقع غرب نهر دجلة بين العمارة ومجرى هور الحمار تصب في هذا الهور عدة قنوات تحمل مياه دجلة وهي المجر الصغير البتيرة والمجر الكبير.                                                                                                  |      |            |        | لا          |            | }}   |
| IQ-MA-003 | هور الجكة    | أحد الاهوار في العراق الذي يقع إلى الشمال الغربي من هور الحويزة في العمارة وأحياناً يتصل به إذا كان منسوب الفيضان أكبر من العادة وتبلغ مساحة هور الجكة حوالي 90 كم2 وتأتيه المياه من نهر دجلة عن طريق جدولي المشرح والكحلاء المتفرعين من نهر دجلة بالقرب من مدينة ميسان. |      |            |        | لا          |            | }}   |
| IQ-MA-004 | هور السنية   | أحد أهوار العراق يقع غرب نهر دجلة بين قضاء علي الغربي والعمارة ويتصل بهور أبي كلام أيام موسم الفيضانات ويصب في هور أم البقر. |      |            |        | لا          |            | صورة |

## محافظة نينوى
| رقم        | اسم                     | وصف | موقع | مركز/مدينة | محافظة | تصريح تصوير | الإحداثيات                                          | صورة |
| ---------- | ----------------------- | --- | ---- | ---------- | ------ | ----------- | --------------------------------------------------- | --- |
| IQ-NI-001  | مملكة الحضر             | مملكة الحضر أو مملكة عربايا هي من أقدم الممالك العربية في العراق |      |            | نينوى  | لا          | 35°35′17″N 42°43′06″E / 35.58805556°N 42.71833333°E | مملكة الحضر أو مملكة عربايا هي من أقدم الممالك العربية في العراق · Upload file |
| IQ-NI-002  | دير مار كوركيس          | دير مار كوركيس هو دير يتبع الكنيسة الكلدانية الكاثوليكية على بعد 9 كم إلى الشمال من مركز مدينة الموصل ،و800م عن يمين الطريق المؤدي من الموصل إلى دهوك. |      | الموصل     | نينوى  | لا          |                                                     | صورة |
| IQ-NI-003  | دير مار متي             | دير مار متى (بالسريانية: ܣܘܪܝܝܐ) وهو دير أثري يقع على جبل الألفاف شمال مدينة الموصل. يتبع الدير مطرانية السريان الأرثوذكس، أسسه مار متي الناسك السرياني في القرن الرابع الميلادي. |      | الموصل     | نينوى  | لا          |                                                     | صورة |
| IQ-NI-004  | البارود خانة            | البارودخانة هي إحدى المعالم التاريخية في الموصل والمكونة من كلمتين تركيتين تعني مخزن البارود وهي مشيدة على شكل قلعة حصينة, وكان جـزء مهم من نظام الدفاع الموصل القديمة حيث كانت مخزناً للبارود والمقذوفات (الدانات) المستخدمة في المدافع. |      | الموصل     | نينوى  | لا          |                                                     | صورة |
| IQ-NI-005  | جامع النبي يونس         | من مساجد العراق التاريخية الأثرية، يقع على السفح الغربي من تل التوبة، أو تل النبي يونس في الموصل، وقد قام تنظيم داعش بهدم وتفجير الجامع في تاريخ 24 تموز/يوليو 2014 الموافق لـ26 رمضان 1435 هجرية. وذلك ضمن الحملة التي شنها داعش لتهديم كل المساجد التي تتضمن أضرحة، ومن الجدير بالذكر إن المسجد كان يحضى بمنزلة خاصة عند أهالي الموصل.                    |      | الموصل     | نينوى  | لا          | 36°20′40″N 43°09′20″E / 36.344531°N 43.155664°E     | من مساجد العراق التاريخية الأثرية، يقع على السفح الغربي من تل التوبة، أو تل النبي يونس في الموصل، وقد قام تنظيم داعش بهدم وتفجير الجامع في تاريخ 24 تموز/يوليو 2014 الموافق لـ26 رمضان 1435 هجرية. وذلك ضمن الحملة التي شنها داعش لتهديم كل المساجد التي تتضمن أضرحة، ومن الجدير بالذكر إن المسجد كان يحضى بمنزلة خاصة عند أهالي الموصل. · Upload file |
| IQ-NI-007  | المكتبة المركزية العامة | مكتبة عامة تقع بالقرب من جامع نبي الله يونس في الساحل الأيسر من مدينة الموصل. |      | الموصل     | نينوى  | لا          | 36°20′46″N 43°09′07″E / 36.346111°N 43.151944°E     | صورة |
| IQ-NI-008  | جامعة الموصل            | جامعة حكومية تقع في الموصل. وهي واحدة من أكبر المراكز التعليمية والبحثية في الشرق الأوسط، وثاني أكبر جامعة في العراق، خلف جامعة بغداد. |      | الموصل     | نينوى  | لا          |                                                     | جامعة حكومية تقع في الموصل. وهي واحدة من أكبر المراكز التعليمية والبحثية في الشرق الأوسط، وثاني أكبر جامعة في العراق، خلف جامعة بغداد. · Upload file |
| IQ-NI-009  | سوق النبي يونس          | يعتبر هذا السوق من أقدم الأسواق في مدينة الموصل في الجانب الايسر من المدينة ويمتد من شارع الزهور شمالا إلى جامع النبي يونس جنوباً بالقرب من منطقة الدركزلية والفيصلية. وتحتوي محلاته على معظم الحاجيات المنزلية (مثل الملابس والاحذية والمواد الغذائية والتوابل والعصائر والخضراوات والفواكه الكماليات النسائية والاكسسوارات والصياغة)ومن العمارات المشهورة. |      | الموصل     | نينوى  | لا          |                                                     | صورة |
| IQ-NI-0010 | متحف الموصل             | أحد أهم المتاحف في العراق ويعد في المرتبة الثانية من حيث الأهمية بعد المتحف العراقي في بغداد تأسس غالباً في العام 1952 وكان مقتصراً على قاعة صغيرة إلا أنه تم إنشاء المبنى الجديد لمتحف الموصل والموجود في يومنا في العام 1972 حيث ضمت بنايته الجديدة 4 قاعات أحدها للآثار القديمة وأخرى للآثار الآشورية وثالثة للآثار الحضرية والأخيرة للآثار الإسلامية.     |      | الموصل     | نينوى  | لا          | 36°20′16″N 43°08′22″E / 36.337859°N 43.139405°E     | صورة |
| IQ-NI-0011 | جامع النبي جرجيس        | جامع تاريخي من مساجد الموصل الأثرية التراثية، ويقع في منطقة سوق الشعارين في شارع نينوى قرب أسواق السرج خانه، وقد أقدم مسلحوا داعش على تفخيخ وتفجير جامع النبي جرجيس في يوم الجمعة 27 رمضان 1435هـ/25 تموز 2014 م. |      | الموصل     | نينوى  | لا          | 36°20′40″N 43°07′50″E / 36.344531°N 43.130503°E     | صورة |
| IQ-NI-0012 | كنيسة الساعة            | كنيسة كاثوليكية تقع في حي الساعة بمدينة الموصل. تعتبر إحدى أشهر كنائس الموصل وإحدى المعالم المميزة للمدينة. قام تنظيم داعش بتفخيخها وتدميرها بالكامل في 25 أبريل سنة 2016. |      | الموصل     | نينوى  | لا          | 36°20′26″N 43°07′38″E / 36.340556°N 43.127222°E     | كنيسة كاثوليكية تقع في حي الساعة بمدينة الموصل. تعتبر إحدى أشهر كنائس الموصل وإحدى المعالم المميزة للمدينة. قام تنظيم داعش بتفخيخها وتدميرها بالكامل في 25 أبريل سنة 2016. · Upload file |
| IQ-NI-0013 | منارة الحدباء           | من مساجد العراق التأريخية ويقع في الساحل الأيمن (الغربي) للموصل. وتسمى المنطقة المحيطة بالجامع محلة الجامع الكبير. |      | الموصل     | نينوى  | لا          | 36°20′35″N 43°07′37″E / 36.343193°N 43.126872°E     | من مساجد العراق التأريخية ويقع في الساحل الأيمن (الغربي) للموصل. وتسمى المنطقة المحيطة بالجامع محلة الجامع الكبير. · Upload file |

## محافظة أربيل
| رقم       | اسم                    | وصف | موقع                                            | مركز/مدينة | محافظة | تصريح تصوير | الإحداثيات                                      | صورة |
| --------- | ---------------------- | --- | ----------------------------------------------- | ---------- | ------ | ----------- | ----------------------------------------------- | --- |
| IQ-AR-001 | قلعة أربيل             | قلعة أربيل تقع في وسط مدينة أربيل في كردستان العراق، بنيت أساسا لأغراض دفاعية حيث كانت تعد حصناً منيعاً لمدينة أربيل في تلك الحقبة الزمنية. وكانت قلعة أربيل في باديء الامر وعند انشائها تضم المدينة بالكامل.                                                                                  | وسط أربيل                                       | أربيل      | أربيل  | لا          | 22°20′13″N 31°37′32″E / 22.336944°N 31.625556°E | قلعة أربيل تقع في وسط مدينة أربيل في كردستان العراق، بنيت أساسا لأغراض دفاعية حيث كانت تعد حصناً منيعاً لمدينة أربيل في تلك الحقبة الزمنية. وكانت قلعة أربيل في باديء الامر وعند انشائها تضم المدينة بالكامل. · Upload file                                                                                  |
| IQ-AR-002 | المنارة المظفرية       | المنارة المظفرية انشات في زمن مظفر الدين كوكبوري الذي حكم اربيل في عهد صلاح الدين الأيوبي، ويبلغ ارتفاع المنارة حوالي 37 متراً. وللمنارة بابان ويبلغ طول كل باب حوالي مترين ونصف المتر. |                                                 |            | أربيل  | لا          |                                                 | المنارة المظفرية انشات في زمن مظفر الدين كوكبوري الذي حكم اربيل في عهد صلاح الدين الأيوبي، ويبلغ ارتفاع المنارة حوالي 37 متراً. وللمنارة بابان ويبلغ طول كل باب حوالي مترين ونصف المتر. · Upload file |
| IQ-AR-003 | جامع جليل الخياط       | جامع جليل خليل الخياط وهو مسجد يقع في محافظة أربيل عاصمة إقليم كردستان في العراق، ويعتبر أحد أهم مساجد أربيل الكبيرة والمشهورة، ويتميز بالعمران الهندسي المعماري الحديث. |                                                 |            | أربيل  | لا          |                                                 | صورة |
| IQ-AR-004 | مرصد أربيل             | مرصد أربيل هو مرصد فلكي شيد وبني في عهد الرئيس أحمد حسن البكر عام 1973م، على قمة جبل كورك التابع لمحافظة أربيل في العراق. | على قمة جبل كورك                                |            | أربيل  | لا          |                                                 | مرصد أربيل هو مرصد فلكي شيد وبني في عهد الرئيس أحمد حسن البكر عام 1973م، على قمة جبل كورك التابع لمحافظة أربيل في العراق. · Upload file |
| IQ-AR-005 | قيصرية أربيل           | تعتبر السوق الكبيرة أو ما يُعرف بسوق القيصرية، واحدة من المعالم التراثية في أربيل، حيث تقع قبالة قلعة أربيل، ويعود تاريخ تشييدها إلى عهد الإمبراطورية العثمانية أي إلى ما يقارب 9 قرون، فقد شيدت بطريقة مشابهة للحروف اللاتينية                                                               | مقابل قلعة أربيل                                | أربيل      | أربيل  | لا          |                                                 | تعتبر السوق الكبيرة أو ما يُعرف بسوق القيصرية، واحدة من المعالم التراثية في أربيل، حيث تقع قبالة قلعة أربيل، ويعود تاريخ تشييدها إلى عهد الإمبراطورية العثمانية أي إلى ما يقارب 9 قرون، فقد شيدت بطريقة مشابهة للحروف اللاتينية · Upload file                                                               |
| IQ-AR-006 | جايخانة مجكو           | جايخانة مجكو تأسيسها في عام 1940 على يد مجيد إسماعيل المعروف بـ(مجكو)، تجاوزت جايخانة مجكو في أربيل دورها كمجرد مكان تجمع لقضاء أوقات الفراغ وتناول المشروبات، لتختص بنشاط سياسي وثقافي موازٍ لدورها الأساسي، وتتحول إلى رمز يفوح منه عبق التاريخ ويجسد روح أربيل التاريخية.                  | مقابل قيصرية أربيل                              | أربيل      | أربيل  | لا          |                                                 | جايخانة مجكو تأسيسها في عام 1940 على يد مجيد إسماعيل المعروف بـ(مجكو)، تجاوزت جايخانة مجكو في أربيل دورها كمجرد مكان تجمع لقضاء أوقات الفراغ وتناول المشروبات، لتختص بنشاط سياسي وثقافي موازٍ لدورها الأساسي، وتتحول إلى رمز يفوح منه عبق التاريخ ويجسد روح أربيل التاريخية. · Upload file                  |
| IQ-AR-007 | متحف أربيل الحضاري     | متحف أربيل الحضاري هو متحف، بُني في اربيل عام 1989 ويَقع بالقرب من فندق جوارجرا ويتألف المَتحف من ثلاث قاعات ورتبت حسب التسلسل التاريخي، يعود تاريخ آثاره إلى 5،000 سنة قبل الميلاد ويعكس أنماط وأساليب الحياة الخاصة في كردستان والعراق، ويتواجد بجانبة مكتبة غنية بالتراث الثقافي.            |                                                 |            | أربيل  | لا          |                                                 | صورة |
| IQ-AR-008 | متحف المنسوجات الكردية | مَتحف يَقع في أربيل، العراق، تأسس في عام 2004، يحتوي على العديد من القطع الأثرية التي تعود إلى عدة قرون وتَدل على التقاليد القديمة الخاصة بالثقافة الكردية: كالغزل والنسيج. وتشمل المعروضات: الملابس والأقمشة، المواد الخام، الصوف المصبوغ بشكل طبيعي من خلال استخدام النباتات البرية والأزهار. |                                                 |            | أربيل  | لا          | 36°11′24″N 44°00′35″E / 36.190123°N 44.009739°E | مَتحف يَقع في أربيل، العراق، تأسس في عام 2004، يحتوي على العديد من القطع الأثرية التي تعود إلى عدة قرون وتَدل على التقاليد القديمة الخاصة بالثقافة الكردية: كالغزل والنسيج. وتشمل المعروضات: الملابس والأقمشة، المواد الخام، الصوف المصبوغ بشكل طبيعي من خلال استخدام النباتات البرية والأزهار. · Upload file |
| IQ-AR-009 | نصب الشهداء الأكراد    | نحت الفنان والمعماري الكردي خسرو الجاف تحفة معمارية وفنية ترمز إلى شهداء الثورة الكردية ويقوم فوق أرض مساحتها 25 دونما بتكلفة تقترب من 19 مليون دولار وتم البدأ ببنائه في سنة 2010 وتم الانتهاء منه في سنة 2012.                                                                             | فوق قمة جبل عند مدخل مدينة أربيل من طرف كويسنجق | أربيل      | أربيل  | لا          | 36°12′43″N 44°10′21″E / 36.212053°N 44.172433°E | نحت الفنان والمعماري الكردي خسرو الجاف تحفة معمارية وفنية ترمز إلى شهداء الثورة الكردية ويقوم فوق أرض مساحتها 25 دونما بتكلفة تقترب من 19 مليون دولار وتم البدأ ببنائه في سنة 2010 وتم الانتهاء منه في سنة 2012. · Upload file                                                                             |

## محافظة دهوك
| رقم       | اسم                  | وصف | موقع | مركز/مدينة | محافظة | تصريح تصوير | الإحداثيات | صورة |
| --------- | -------------------- | --- | ---- | ---------- | ------ | ----------- | ---------- | --- |
| IQ-DA-001 | التكية النقشبندية    | التكية النقشبندية هي من تكايا العراق التاريخية الأثرية، وشيدت وبنيت عام 1290 هـ/1873م في عهد الدولة العثمانية، من قبل الشيخ محمد طاهري النقشبندي |      | العمادية   | دهوك   | لا          |            | صورة |
| IQ-DA-002 | الجامع الكبير (عقرة) | واحد من مساجد العراق القديمة التاريخية في محافظة دهوك والتي بنيت بعد فتح العراق وإنتشار الإسلام، وشيد وبني في عهد الخليفة عمر بن الخطاب سنة 20 هـ، وبنيت مدرسة دينية قرب الجامع فيما بعد، وتبلغ مساحة الجامع أكثر من 3000م2، وجرى تعميرهُ وترميمهُ عدة مرات كان آخرها في عام 1384هـ/1965م، بأشراف من وزارة الأوقاف العراقية، وبمساعدة أهالي عقرة، ومن أشهر العلماء الذين تولوا منصب الإمامة والخطابة في الجامع الشيخ إبراهيم بن الحاج محمد رشكه. |      | عقرة       | دهوك   | لا          |            | واحد من مساجد العراق القديمة التاريخية في محافظة دهوك والتي بنيت بعد فتح العراق وإنتشار الإسلام، وشيد وبني في عهد الخليفة عمر بن الخطاب سنة 20 هـ، وبنيت مدرسة دينية قرب الجامع فيما بعد، وتبلغ مساحة الجامع أكثر من 3000م2، وجرى تعميرهُ وترميمهُ عدة مرات كان آخرها في عام 1384هـ/1965م، بأشراف من وزارة الأوقاف العراقية، وبمساعدة أهالي عقرة، ومن أشهر العلماء الذين تولوا منصب الإمامة والخطابة في الجامع الشيخ إبراهيم بن الحاج محمد رشكه. · Upload file |
| IQ-DA-003 | جامع دهوك الكبير     | شيد وبني عام 1095 هـ/1684م، من قبل الحاج أبو بكر بن محمد العمادي، ويقع في مركز مدينة دهوك في سوق العصري، وتبلغ مساحته 2500م2، وكان بناءه في السابق يشبه بناء جامع الحيدرخانة في بغداد. |      |            | دهوك   | لا          |            | صورة |

## محافظة كركوك
| رقم       | اسم                     | وصف | موقع           | مركز/مدينة | محافظة | تصريح تصوير | الإحداثيات | صورة |
| --------- | ----------------------- | --- | -------------- | ---------- | ------ | ----------- | ---------- | --- |
| IQ-KI-001 | قشلة كركوك              | مبنى تاريخي وآثري قديم كان بمثابة المقر العسكري لقوات جيش الدولة العثمانية في مدينة كركوك بالعراق، ولقد تم إنشاء مبنى القشلة حسب الأوامر السلطانية العثمانية سنة 1863م، ويقع مبنى القشلة في مركز مدينة كركوك وتبلغ مساحته 24،282 م2. |                |            | كركوك  | لا          |            | مبنى تاريخي وآثري قديم كان بمثابة المقر العسكري لقوات جيش الدولة العثمانية في مدينة كركوك بالعراق، ولقد تم إنشاء مبنى القشلة حسب الأوامر السلطانية العثمانية سنة 1863م، ويقع مبنى القشلة في مركز مدينة كركوك وتبلغ مساحته 24،282 م2. · Upload file |
| IQ-KI-002 | قيصرية كركوك            | سوق قديم يقع بالقرب من قلعة كركوك في مدينة كركوك العراقية. استنادا على السفرنامة العثمانية، بنيت القيصرية في 1855 م أثناء حكم العثمانيين، إعادة تعميره في عام 1978 م.                                                                |                |            | كركوك  | لا          |            | صورة |
| IQ-KI-03  | نوزي                    | نوزي (او نوزو باكدية غاسور والمعروفة حاليا بيورغان تبة) مدينة قديمة في بلاد الرافدين تقع جنوب شرق مدينة كركوك حاليا وبالقرب من نهر دجلة.                                                                                             | جنوب شرق كركوك | قضاء ليلان | كركوك  | لا          |            | صورة |
| IQ-KI-04  | المكتبة المركزية        | أسست المكتبة المركزية العامة في محافظة كركوك بصورة مؤقتة في عام 1932 |                |            | كركوك  | لا          |            | صورة |
| IQ-KI-05  | الجامع الكبير في القلعة | واحد من أقدم جوامع ومساجد العراق القديمة في مدينة كركوك، وتم بناؤه في عام 634هـ/1237م، وتبلغ مساحته حوالي 200م2. |                |            | كركوك  | لا          |            | صورة |
| IQ-KI-06  | ملعب كركوك الأوليمبي    | يستخدم لمباريات كرة القدم لنادي كركوك العراقي يقع في كركوك في العراق ويتسع لنحو 30,000 متفرج. |                |            | كركوك  | لا          |            | صورة |

## محافظة السليمانية
| رقم       | اسم                        | وصف | موقع | مركز/مدينة  | محافظة     | تصريح تصوير | الإحداثيات                                      | صورة |
| --------- | -------------------------- | --- | ---- | ----------- | ---------- | ----------- | ----------------------------------------------- | --- |
| IQ-SU-001 | قلعة شيروانة               | وهي قلعة أثرية واقعة في مدينة كلار في جنوب منطقة كردستان العراق، وقد بني هذا المبنى في عصر ما قبل الإسلام، والدليل على ذلك اكتشاف جرة أثرية في مبنى القلعة يوم 1 شباط 2012م، يعود تاريخها إلى ذلك الوقت. وهي قلعة جميلة شامخة تقع على ضفتي نهر سيروان وهذه القلعة كانت مهدمة ومهملة في السابق إلى أن أمر الرئيس السابق صدام حسين باعادة ترميمها وتعتبر أحد المعالم الأثرية في شمال العراق بمنطقة كردستان. |      | مدينة كلار  | السليمانية | لا          |                                                 | وهي قلعة أثرية واقعة في مدينة كلار في جنوب منطقة كردستان العراق، وقد بني هذا المبنى في عصر ما قبل الإسلام، والدليل على ذلك اكتشاف جرة أثرية في مبنى القلعة يوم 1 شباط 2012م، يعود تاريخها إلى ذلك الوقت. وهي قلعة جميلة شامخة تقع على ضفتي نهر سيروان وهذه القلعة كانت مهدمة ومهملة في السابق إلى أن أمر الرئيس السابق صدام حسين باعادة ترميمها وتعتبر أحد المعالم الأثرية في شمال العراق بمنطقة كردستان. · Upload file |
| IQ-SU-002 | مسجد شيخ يوسف              | مسجد شيخ يوسف هو مسجد قديم أثري من مساجد السليمانية التراثية في العراق، ويقع في مركز مدينة السليمانية بمنطقة سرشقام، ولقد شيد وبني في عام 1210هـ/ 1795م، من قبل شيخ يوسف المعروف باسم الملا أبو بكر، وهو من أولاد السيد محمد زاهد المشهور باسم (بير خضر الشاهو) |      | السليمانية  | السليمانية | لا          |                                                 | صورة |
| IQ-SU-003 | متحف السليمانية            | متحف أثري يَقع في قلب مدينة السليمانية، محافظة السليمانية، إقليم كردستان، العراق، ويعتبر ثاني أكبر متحف في العراق، بعد المتحف الوطني العراقي في بغداد من حيث المحتويات. ويَضم العديد من القطع الأثرية التي تعود إلى فترة ما قبل التاريخ والعصور الإسلامية والعثمانية المتأخرة |      | السليمانية  | السليمانية | لا          | 35°33′27″N 45°25′33″E / 35.557569°N 45.425819°E | متحف أثري يَقع في قلب مدينة السليمانية، محافظة السليمانية، إقليم كردستان، العراق، ويعتبر ثاني أكبر متحف في العراق، بعد المتحف الوطني العراقي في بغداد من حيث المحتويات. ويَضم العديد من القطع الأثرية التي تعود إلى فترة ما قبل التاريخ والعصور الإسلامية والعثمانية المتأخرة · Upload file |
| IQ-SU-004 | متحف ضحايا القصف الكيميائي | متحف ضحايا القصف الكيميائي في مدينة حلبجة هو متحف يوثق ماتعرضت له مدينة حلبجة من جراء تعرضها للتدمير نتيجة عملية القصف في خضم الحرب العراقية الإيرانية، في يوم 16 أذار/مارس من سنة 1988م. |      | مدينة حلبجة | السليمانية | لا          |                                                 | متحف ضحايا القصف الكيميائي في مدينة حلبجة هو متحف يوثق ماتعرضت له مدينة حلبجة من جراء تعرضها للتدمير نتيجة عملية القصف في خضم الحرب العراقية الإيرانية، في يوم 16 أذار/مارس من سنة 1988م. · Upload file |
| IQ-SU-005 | متحف كرميان للفولكلور      | متحف للأثار، أنشئ داخل قلعة شيروانة سنة 2003 من قبل إدارة الآثار في مدينة كلار التابعة لمحافظة السليمانية. ويضم مجموعة من آثار تلّ شيروانة وقطع فولكلورية للمنطقة. |      | مدينة كلار  | السليمانية | لا          |                                                 | صورة |
| IQ-SU-006 | سد دوكان                   | سد دوكان سد يقع على نهر الزاب الصغير ضمن محافظة السليمانية في اقليم كردستان العراق، يقع على مسافة 60 كيلومترا شمال غرب مدينة السليمانية وعلى بعد 100 كيلومتر من مدينة كركوك وهو سد خرساني مقوس نصف قطره 120 متر وطول قمته 360 متر. بدأ في بناء السد عام 1954 وانجز عام 1959 وهو أول سد في العراق. |      | مصيف دوكان  | السليمانية | لا          |                                                 | سد دوكان سد يقع على نهر الزاب الصغير ضمن محافظة السليمانية في اقليم كردستان العراق، يقع على مسافة 60 كيلومترا شمال غرب مدينة السليمانية وعلى بعد 100 كيلومتر من مدينة كركوك وهو سد خرساني مقوس نصف قطره 120 متر وطول قمته 360 متر. بدأ في بناء السد عام 1954 وانجز عام 1959 وهو أول سد في العراق. · Upload file |
| IQ-SU-007 | مسجد شيخ يوسف              | مسجد شيخ يوسف هو مسجد قديم أثري من مساجد السليمانية التراثية في العراق، ويقع في مركز مدينة السليمانية بمنطقة سرشقام، ولقد شيد وبني في عام 1210هـ/ 1795م، من قبل شيخ يوسف المعروف باسم الملا أبو بكر، وهو من أولاد السيد محمد زاهد المشهور باسم (بير خضر الشاهو) |      | السليمانية  | السليمانية | لا          |                                                 | صورة |
| IQ-SU-008 | جامع السليمانية الكبير     | جامع السليمانية الكبير أو يسمى مسجد الشيخ أحمد (مسجد كاكا أحمد الشيخ)، وهو من مساجد العراق الأثرية التاريخية، ولقد شيدهُ الأمير إبراهيم باشا بابان في عام 1199هـ/1784م، ويعتبر جامع السليمانية أول مسجد أسس في مدينة السليمانية، وفيهِ مرقد الشيخ أحمد، كما يضم مرقد الشيخ محمود الحفيد. |      | السليمانية  | السليمانية | لا          |                                                 | جامع السليمانية الكبير أو يسمى مسجد الشيخ أحمد (مسجد كاكا أحمد الشيخ)، وهو من مساجد العراق الأثرية التاريخية، ولقد شيدهُ الأمير إبراهيم باشا بابان في عام 1199هـ/1784م، ويعتبر جامع السليمانية أول مسجد أسس في مدينة السليمانية، وفيهِ مرقد الشيخ أحمد، كما يضم مرقد الشيخ محمود الحفيد. · Upload file |
| IQ-SU-009 | نصب شهداء حلبجة            | نصب شهداء حلبجة أو ما يسمى بالعامية الكردية "مونومينتى هه له بجه" , هو تمثيل وتذكار لجريمة كبيرة ومروعة ضدّ الانسانية عامة والكورد خاصة في خضم الحرب العراقية الإيرانية، في يوم 16 أذار/مارس من سنة 1988م. |      | مدينة حلبجة | السليمانية | لا          |                                                 | صورة |

## محافظة الأنبار
جامع الشيخ رجب قام ببناءه الحاج عمر ابن حسن ابن عبد الله الساهوك  وبعد عدة سنوات تبرعت امراة ساهوكية من بيت راشد بذهبها وتم بناء قبة جميلة وسمي بجامع الذهب ، وموقع الجامع في الطرف الغربي لسوق المدينة وليس له علاقة بالقلعة أما الشيخ رجب فليس له علاقة بالجامع لانه لديه تكية ( زاوية ) كان يمارس هو واتباعه طقوسهم الدينية
وسكن بالقرب من الجامع بيت ملا رشيد وبعد انغمار مدينة راوة بسد القادسية وانغمار االشارع المؤدي إلى الجامع تم إنشاء ملحق للجامع من الجهة الثانية المطلة على الشارع المؤدي إلى القلعة وأطلقوا عليه اسم جامع الشيخ رجب.
| رقم       | اسم                 | وصف | موقع                                                          | مركز/مدينة   | محافظة  | تصريح تصوير | الإحداثيات | صورة |
| --------- | ------------------- | --- | ------------------------------------------------------------- | ------------ | ------- | ----------- | ---------- | --- |
| IQ-AN-001 | جامع الشيخ رجب      | جامع الشيخ رجب هو من الجوامع التراثية القديمة في العراق، شيده الشيخ رجب قبل 400 عام (1034هـ/1625م) تقريباً. | حي القلعة بالقرب من مرقد ومقبرة الشيخ رجب على ضفاف نهر الفرات | راوة         | الأنبار | لا          |            | جامع الشيخ رجب هو من الجوامع التراثية القديمة في العراق، شيده الشيخ رجب قبل 400 عام (1034هـ/1625م) تقريباً. · Upload file |
| IQ-AN-002 | جامع الرمادي الكبير | جامع الرمادي الكبير من مساجد العراق القديمة، ويقع في منطقة القطانة قرب المسطر، في قضاء الرمادي في محافظة الأنبار، وبني في عام 1303هـ/1886م، وشيد على نفقة دائرة الأوقاف في عهد الدولة العثمانية.                                                              | منطقة القطانة قرب المسطر                                      | قضاء الرمادي | الأنبار | لا          |            | صورة |
| IQ-AN-003 | جامع الفاروق        | يعتبر جامع الفاروق في هيت من جوامع ومساجد العراق التاريخية القديمة، ويقع في مدينة هيت في محافظة الأنبار، ولقد شيد في بداية الفتح الإسلامي للعراق عام 17 هـ/639م، في عهد الخليفة عمر بن الخطاب، وبني أثناء فتح هيت من قبل القائد المسلم الحارث بن يزيد القرشي. |                                                               | قضاء هيت     | الأنبار | لا          |            | صورة |

## محافظة المثنى
| رقم       | اسم        | وصف | موقع | مركز/مدينة   | محافظة | تصريح تصوير | الإحداثيات | صورة |
| --------- | ---------- | --- | ---- | ------------ | ------ | ----------- | ---------- | ---- |
| IQ-MU-001 | الوركاء    | الوركاء أو أوروك بالسومرية أواوريتش باليونانية، هي مدينة سومرية وبابلية على نهر الفرات، تبعد عن مدينة أور 35 ميل وتقع حوالي 30 كم شرق السماوة |      | قضاء الوركاء | المثنى | لا          |            | صورة |
| IQ-MU-001 | بحيرة ساوة | بحيرة ساوة هي بحيرة مغلقة مالحة تقع في محافظة المثنى العراقية قرب نهر الفرات،23 كلم غرب مدينة السماوة.لاتملك بحيرة ساوة انهار تصب فيها أو تخرج منها إنما تتزود بالمّياه الجوفية من تحت البحيرة والتي ترشح اليها من نهر الفرات عبر الصدوع والشقوق. |      | السماوة      | المثنى | لا          |            | صورة |

## محافظة القادسية
| رقم       | اسم        | وصف | موقع                                                                            | مركز/مدينة | محافظة   | تصريح تصوير | الإحداثيات | صورة |
| --------- | ---------- | --- | ------------------------------------------------------------------------------- | ---------- | -------- | ----------- | ---------- | --- |
| IQ-QA-001 | أبو صلابيخ | تل أبو صلابيخ يقع على بعد 145 كم جنوب غربي بغداد، ونحو 40 كم شمال غربي مدينة نيبور الأثرية |                                                                                 |            | القادسية | لا          |            | صورة |
| IQ-QA-002 | نيبور      | نيبور هي العاصمة الدينية للسومريين والبابليين، ووتأتي قدسيتها من كونها العاصمة الدينية ومقر الإله انليل أو (أين ليل)وزوجته نينليل وقد ورد ذكره في ملحمة كلكامش من أنه هو الذي أحدث الطوفان. وهي مقر الإله (آنو) الذي ورد ذكره في شريعة حمورابي. | تقع على الضفة اليمنى من مجرى الفرات الأقدم. والضفة الشرقية من شط النيل المندرس. | عفك        | القادسية | لا          |            | نيبور هي العاصمة الدينية للسومريين والبابليين، ووتأتي قدسيتها من كونها العاصمة الدينية ومقر الإله انليل أو (أين ليل)وزوجته نينليل وقد ورد ذكره في ملحمة كلكامش من أنه هو الذي أحدث الطوفان. وهي مقر الإله (آنو) الذي ورد ذكره في شريعة حمورابي. · Upload file |
| IQ-QA-003 | كوارا      | تسمى أيضا كيسيجيا المعروفة حاليا بتل اللحم، هي مدينة سومرية تقع في محافظة ذي قار وكانت تقع على الضفة الغربية لنهر الفرات على مسافة 35 كلم من مدينة اور القديمة.                                                                                 | تقع على الضفة اليمنى من مجرى الفرات الأقدم. والضفة الشرقية من شط النيل المندرس. | عفك        | القادسية | لا          |            | تسمى أيضا كيسيجيا المعروفة حاليا بتل اللحم، هي مدينة سومرية تقع في محافظة ذي قار وكانت تقع على الضفة الغربية لنهر الفرات على مسافة 35 كلم من مدينة اور القديمة. · Upload file                                                                                 |

## محافظة ديالى
| رقم       | اسم                   | وصف | موقع | مركز/مدينة      | محافظة | تصريح تصوير | الإحداثيات                        | صورة |
| --------- | --------------------- | --- | ---- | --------------- | ------ | ----------- | --------------------------------- | --- |
| IQ-DI-001 | خفاجة                 | خفاجة أو خفاجي هي مدينة بابلية قديمة تقع شمال شرق بغداد في محافظة ديالى حاليا على نهر ديالى وكانت هذه المدينة تابعة إلى سلالة اشنونة وتبعد 11 كلم شمال شرق بغداد.                      |      |                 | ديالى  | لا          |                                   | صورة |
| IQ-DI-002 | تل أسمر (مملكة إشنونة | مملكة اشنونة Ashnuna هو الاسم القديم لتل أسمر الأثري وهي إحدى ممالك الدولة السومرية وكان مركزها في تل أسمر الواقع حاليا في محافظة ديالى شمال شرق بلاد سومر قرب مدينة بعقوبة في العراق. |      | بعقوبة          | ديالى  | لا          |                                   | مملكة اشنونة Ashnuna هو الاسم القديم لتل أسمر الأثري وهي إحدى ممالك الدولة السومرية وكان مركزها في تل أسمر الواقع حاليا في محافظة ديالى شمال شرق بلاد سومر قرب مدينة بعقوبة في العراق. · Upload file |
| IQ-DI-003 | جامع المنصورية الكبير | من مساجد العراق التاريخية الأثرية في ديالى، ويقع في ناحية المنصورية، ولقد بني في عام 978هـ/1570م تقريبا، في عهد الدولة العثمانية                                                       |      | ناحية المنصورية | ديالى  | لا          |                                   | صورة |
| IQ-DI-004 | جامع النقشبندي        | من مساجد العراق التاريخية الأثرية في ديالى، ويقع في ناحية السعدية في حي الوحدة، ولقد شيد وبني عام 1309 هـ/1891م، في عهد الدولة العثمانية.                                              |      | ناحية السعدية   | ديالى  | لا          |                                   | صورة |
| IQ-DI-005 | خفاجة                 | خفاجة أو خفاجي هي مدينة بابلية قديمة تقع شمال شرق بغداد في محافظة ديالى حاليا على نهر ديالى وكانت هذه المدينة تابعة إلى سلالة اشنونة وتبعد 11 كلم شمال شرق بغداد.                      |      | ناحية السعدية   | ديالى  | لا          | 33°45′N 44°45′E / 33.75°N 44.75°E | صورة |

## محافظة النجف
| رقم        | اسم                   | وصف | موقع | مركز/مدينة | محافظة | تصريح تصوير | الإحداثيات                                      | صورة |
| ---------- | --------------------- | --- | ---- | ---------- | ------ | ----------- | ----------------------------------------------- | --- |
| IQ-NA-001  | العتبة العلوية        | الروضة الحيدرية أو ضريح الإمام علي أو حضرة علي هو مرقد ديني يقع في مدينة النجف في العراق حيث تقول مصادر عديدة - غالبيتها تعود للمؤرخين المسلمين الشيعة- أنه تم تشيّيده على قبر علي بن أبي طالب، رابع من تولّى خلافة المسلمين بعد النبي محمد، وأول أئمة الشيعة. |      |            | النجف  | لا          | 31°59′46″N 44°18′51″E / 31.996111°N 44.314167°E | الروضة الحيدرية أو ضريح الإمام علي أو حضرة علي هو مرقد ديني يقع في مدينة النجف في العراق حيث تقول مصادر عديدة - غالبيتها تعود للمؤرخين المسلمين الشيعة- أنه تم تشيّيده على قبر علي بن أبي طالب، رابع من تولّى خلافة المسلمين بعد النبي محمد، وأول أئمة الشيعة. · Upload file |
| IQ-NA-002  | مقبرة وادي السلام     | مقبرة وادي السلام تعد أكبر مقابر العالم حيث تحتوي حسب تقديرات على ما يقارب ستة ملايين قبر وأدرجت ضمن قائمة التراث العالمي. |      |            | النجف  | لا          | 32°00′18″N 44°18′54″E / 32.005°N 44.315°E       | مقبرة وادي السلام تعد أكبر مقابر العالم حيث تحتوي حسب تقديرات على ما يقارب ستة ملايين قبر وأدرجت ضمن قائمة التراث العالمي. · Upload file |
| IQ-NA-003  | خان شيلان             | من الخانات التراثية المهمة في محافظة النجف الأشرف، ولقد تم اعادة تأهيله كمتحف تراثي لثورة العشرين وتراث مدينة النجف الأشرف، ويتألف المبنى من طابقين وسرداب، وتقدر مساحته الكلية بحوالي 2000م2 وارتفاعه 12م.                                                  |      |            | النجف  | لا          |                                                 | صورة |
| IQ-NA-004  | قصر النعمان بن المنذر | أحد معالم مدينة النجف التاريخية ويعتبر من القصور التي تعود لمملكة الحيرة القديمة ودولة المناذرة اللخميين والتي كان لها الشأن الكبير في التاريخ العربي في عصر ماقبل الإسلام.                                                                                  |      |            | النجف  | لا          |                                                 | صورة |
| IQ-NA-005  | مسجد الحمراء          | أحد مساجد العراق التاريخية والأثارية واحد اقدم المساجد التي شيدت في مدينة الكوفة، يقع هذا المسجد على ضفاف نهر الكوفة من جهته اليمنى. |      | الكوفة     | النجف  | لا          |                                                 | صورة |
| IQ-NA-006  | مسجد الكوفة           | عتبر من مساجد العراق الأثرية والتاريخية وهو أقدم المساجد في العالم الإسلامي، ولقد بنى المسجد الصحابي سعد بن أبي وقاص في عام 19هـ/739م. |      | الكوفة     | النجف  | لا          | 32°01′43″N 44°24′03″E / 32.028611°N 44.400833°E | عتبر من مساجد العراق الأثرية والتاريخية وهو أقدم المساجد في العالم الإسلامي، ولقد بنى المسجد الصحابي سعد بن أبي وقاص في عام 19هـ/739م. · Upload file |
| IQ-NA-007  | مسجد زيد بن صوحان     | أحد مساجد النجف التاريخية، يقع المسجد على بُعد مئتي متر جنوب مسجد السهلة. |      |            | النجف  | لا          |                                                 | صورة |
| IQ-NA-008  | الحيرة                | مدينة تاريخية قديمة تقع في جنوب وسط العراق وهي عاصمة المناذرة وقاعدة ملكهم، تقع أنقاضها على مسافة 7 كيلومترات إلى الجنوب الشرقي من مدينتي النجف والكوفة. |      |            | النجف  | لا          |                                                 | مدينة تاريخية قديمة تقع في جنوب وسط العراق وهي عاصمة المناذرة وقاعدة ملكهم، تقع أنقاضها على مسافة 7 كيلومترات إلى الجنوب الشرقي من مدينتي النجف والكوفة. · Upload file |
| IQ-NA-009  | السوق الكبير          | واحد من أشهر أسواق مدينة النجف الأشرف العراقية، ويقع في قلب محافظة النجف الأشرف القديمة أمام مرقد الإمام علي بن أبي طالب. |      |            | النجف  | لا          |                                                 | صورة |
| IQ-NA-0010 | مسجد السهلة           | أحد أكبر المساجد التي شُيّدت في الكوفة خلال القرن الهجري الأوّل. |      |            | النجف  | لا          | 32°02′20″N 44°22′47″E / 32.039°N 44.3797°E      | أحد أكبر المساجد التي شُيّدت في الكوفة خلال القرن الهجري الأوّل. · Upload file |

## محافظة واسط
| رقم       | اسم                  | وصف | موقع | مركز/مدينة | محافظة      | تصريح تصوير | الإحداثيات                                      | صورة |
| --------- | -------------------- | --- | ---- | ---------- | ----------- | ----------- | ----------------------------------------------- | --- |
| IQ-WA-001 | مدينة واسط التاريخية | تقع المدينة جنوب شرق واسط، ويعود تاريخ انشائها إلى عام 83 هجرية، ومن آثارها الباقية هي بوابة المدينة. |      | الكوت      | محافظة واسط | لا          |                                                 | تقع المدينة جنوب شرق واسط، ويعود تاريخ انشائها إلى عام 83 هجرية، ومن آثارها الباقية هي بوابة المدينة. · Upload file |
| IQ-WA-002 | سدة الكوت            | سدة الكوت من أشهر وأكبر سدود العراق الوقعة في جنوب بغداد، تأسس السد عام 1939. يقع على نهر دجلة وسط مدينة الكوت يعتبر أحد أبرز معالم المدينة كونه أكبر مشروع تأسس في المدينة لخزن المياه كما يعتبر أيضا موقع سياحة. |      | الكوت      | محافظة واسط | لا          | 32°29′56″N 45°49′04″E / 32.498759°N 45.817829°E | سدة الكوت من أشهر وأكبر سدود العراق الوقعة في جنوب بغداد، تأسس السد عام 1939. يقع على نهر دجلة وسط مدينة الكوت يعتبر أحد أبرز معالم المدينة كونه أكبر مشروع تأسس في المدينة لخزن المياه كما يعتبر أيضا موقع سياحة. · Upload file |
| IQ-WA-003 | جامع الكوت الكبير    | جامع الكوت الكبير وهو أحد مساجد العراق التراثية وأحد أقدم المساجد في محافظة واسط، تأسس عام 1855م في زمن الدولة العثمانية، يقع قرب مجرى نهر دجلة في منطقة سوق الكوت.                                                |      | الكوت      | محافظة واسط | لا          |                                                 | صورة |

## محافظة كربلاء
| رقم       | اسم                | وصف | موقع                 | مركز/مدينة | محافظة | تصريح تصوير | الإحداثيات                                      | صورة |
| --------- | ------------------ | --- | -------------------- | ---------- | ------ | ----------- | ----------------------------------------------- | --- |
| IQ-KA-001 | حصن الأخيضر        | حصن أو قصر الأخيضر هو قصر أثري في بادية كربلاء وسط العراق ولا تزال أطلال القصر قائمة إلى يومنا هذا. | صحراء كربلاء         |            | كربلاء | لا          | 32°27′31″N 43°35′59″E / 32.458501°N 43.599758°E | حصن أو قصر الأخيضر هو قصر أثري في بادية كربلاء وسط العراق ولا تزال أطلال القصر قائمة إلى يومنا هذا. · Upload file                                                     |
| IQ-KA-002 | العتبة العباسية    | العتبة العباسية وهو المكان الذي دفن فيه العباس بن علي في كربلاء في العراق بعد معركة كربلاء عام 61 هـ يقصده الشيعة من كل مكان لزيارته والتبرك بمرقده.                                                                                                  | مركز المدينة القديمة | كربلاء     | كربلاء | لا          |                                                 | العتبة العباسية وهو المكان الذي دفن فيه العباس بن علي في كربلاء في العراق بعد معركة كربلاء عام 61 هـ يقصده الشيعة من كل مكان لزيارته والتبرك بمرقده. · Upload file    |
| IQ-KA-003 | العتبة الحسينية    | المكان الذي دفن فيه الحسين بن علي في كربلاء في العراق بعد معركة كربلاء عام 61 هـ يقصده ملايين المسلمين وخصوصا الشيعة من كل مكان لزيارته والتبرك بمرقده.                                                                                               |                      | كربلاء     | كربلاء | لا          |                                                 | المكان الذي دفن فيه الحسين بن علي في كربلاء في العراق بعد معركة كربلاء عام 61 هـ يقصده ملايين المسلمين وخصوصا الشيعة من كل مكان لزيارته والتبرك بمرقده. · Upload file |
| IQ-KA-004 | الحسينية الطهرانية | من أقدم الحسينيات التي تأسست في العراق وكربلاء أسسها تجار إيرانيون من طهران عام 1715م، وتعد من أشهر الحسينيات في مدينة كربلاء. |                      |            |        | لا          |                                                 | صورة |
| IQ-KA-005 | التل الزينبي       | مكان مرتفع قريب من العتبة الحسينية. كان هذا الموضع يشرف على معركة الطف يوم عاشوراء حيث توجهت إليه السيدة زينب، ومن ثم نادت أخاها، فسمي باسمها. |                      | كربلاء     | كربلاء | لا          |                                                 | مكان مرتفع قريب من العتبة الحسينية. كان هذا الموضع يشرف على معركة الطف يوم عاشوراء حيث توجهت إليه السيدة زينب، ومن ثم نادت أخاها، فسمي باسمها. · Upload file          |
| IQ-KA-006 | خان الربع          | أحد أبرز الخانات الأثرية في العراق وأحد المعالم التاريخية لمدينة كربلاء يبعد عن مركز المدينة 16 كم2 |                      | كربلاء     | كربلاء | لا          |                                                 | أحد أبرز الخانات الأثرية في العراق وأحد المعالم التاريخية لمدينة كربلاء يبعد عن مركز المدينة 16 كم2 · Upload file                                                     |
| IQ-KA-007 | قصر شمعون الأثري   | أحد القصور الأثرية القديمة في العراق وأقدم القصور في محافظة كربلاء ومن المعالم التاريخية في كربلاء يقع على بعد 30 كم2 عن مدينة كربلاء | كربلاء               | كربلاء     |        | لا          |                                                 | أحد القصور الأثرية القديمة في العراق وأقدم القصور في محافظة كربلاء ومن المعالم التاريخية في كربلاء يقع على بعد 30 كم2 عن مدينة كربلاء · Upload file                   |
| IQ-KA-008 | ملعب كربلاء الدولي | أكبر ملعب رياضي في مدينة كربلاء ومنطقة الفرات الأوسط تبلغ مساحته 34 الف متر مربع ويتسع لأكثر من 30 الف متفرج وتم افتتاحه في 12 مايو 2016 بمباراة بين المنتخب الوطني العراقي ونادي كربلاء بحضور 30 الف متفرج بينهم محافظ كربلاء ووزير الشباب والرياضة. | كربلاء               | كربلاء     |        | لا          |                                                 | صورة |

## محافظة صلاح الدين
| رقم       | اسم                     | وصف | موقع | مركز/مدينة      | محافظة     | تصريح تصوير | الإحداثيات                                          | صورة |
| --------- | ----------------------- | --- | ---- | --------------- | ---------- | ----------- | --------------------------------------------------- | --- |
| IQ-SD-001 | آشور (القلعة الشرقية)   | آشور هي المدينة-الدولة التي أصبحت عاصمة المملكة الآشورية القديمة، اسمها القديم (بال تـِل) وشكلت مع نينوى وأربيل المنطقة النواة للمماك الآشورية المتعاقبة.                                                                                                  |      |                 | صلاح الدين | لا          | 35°27′32″N 44°15′35″E / 35.45888889°N 44.25972222°E | آشور هي المدينة-الدولة التي أصبحت عاصمة المملكة الآشورية القديمة، اسمها القديم (بال تـِل) وشكلت مع نينوى وأربيل المنطقة النواة للمماك الآشورية المتعاقبة. · Upload file                                                                                                  |
| IQ-SD-002 | ملوية سامراء            | جامع الملوية في سامراء من مساجد العراق الأثرية القديمة، وهو المسجد الجامع الذي بناه الخليفة العباسي المتوكل على الله ابن الخليفة المعتصم بالله، بين عامي 234 - 237هـ/ 848 - 851م                                                                          |      | سامراء          | صلاح الدين | لا          | 34°20′28″N 43°49′52″E / 34.34111111°N 43.83111111°E | جامع الملوية في سامراء من مساجد العراق الأثرية القديمة، وهو المسجد الجامع الذي بناه الخليفة العباسي المتوكل على الله ابن الخليفة المعتصم بالله، بين عامي 234 - 237هـ/ 848 - 851م · Upload file                                                                          |
| IQ-SD-003 | العتبة العسكرية المقدسة | ضريح الإمامين علي الهادي المتوفي سنة 868 م (254 هـ) وابنه الحسن العسكري المتوفي سنة 874 م. يلقب بضريح العسكريين أو بضريح القبة الذهبية التي يبلغ قطرها نحو 20 مترا ومحيطها 68 مترا لتصبح واحدة من أكبر القباب في مساجد العالم الإسلامي.                   |      | سامراء          | صلاح الدين | لا          | 34°11′56″N 43°52′24″E / 34.19878°N 43.87338°E       | ضريح الإمامين علي الهادي المتوفي سنة 868 م (254 هـ) وابنه الحسن العسكري المتوفي سنة 874 م. يلقب بضريح العسكريين أو بضريح القبة الذهبية التي يبلغ قطرها نحو 20 مترا ومحيطها 68 مترا لتصبح واحدة من أكبر القباب في مساجد العالم الإسلامي. · Upload file                   |
| IQ-SD-004 | قصر البنت (العراق)      | قصر البنت. هو قصر اثري ينتصب بشموخ على حافة جبل مكحول على بعد 20 كم جنوب العاصمه الأولى للإمبراطوريه الآشوريه (آشور شرقاط)وعلى نفس السلسلة الغنيه بالتلال الآثريه فهناك تقريبا كل مكان يدل على حضارة قديمه أو امتداد لحضاره من حضارت الشرق الأدنى القديم. |      | الزوية (العراق) | صلاح الدين | لا          | 35°16′50″N 43°21′03″E / 35.280464°N 43.350824°E     | قصر البنت. هو قصر اثري ينتصب بشموخ على حافة جبل مكحول على بعد 20 كم جنوب العاصمه الأولى للإمبراطوريه الآشوريه (آشور شرقاط)وعلى نفس السلسلة الغنيه بالتلال الآثريه فهناك تقريبا كل مكان يدل على حضارة قديمه أو امتداد لحضاره من حضارت الشرق الأدنى القديم. · Upload file |

## محافظة بابل
| رقم       | اسم                   | وصف | موقع | مركز/مدينة | محافظة | تصريح تصوير | الإحداثيات                                        | صورة |
| --------- | --------------------- | --- | ---- | ---------- | ------ | ----------- | ------------------------------------------------- | --- |
| IQ-BB-001 | مدينة بابل الأثرية    | هي مدينة عراقية كانت عاصمة البابليين أيام حكم حمورابي حيث كان البابليون يحكمون أقاليم ما بين النهرين. وقد دمرها الحيثيون عام 1595 ق.م. حكمها الكاشانيون عام 1517 ق.م. وظلت منتعشة ما بين عامي 626 و539 ق.م. تسمى بلاد بابل (بابلونيا)، وتعتبر أسوارها وجنائنها المعلقة من عجائب الدنيا السبع. |      | الحلة      | بابل   | لا          | 32°32′32″N 44°25′20″E / 32.5421943°N 44.4222089°E | هي مدينة عراقية كانت عاصمة البابليين أيام حكم حمورابي حيث كان البابليون يحكمون أقاليم ما بين النهرين. وقد دمرها الحيثيون عام 1595 ق.م. حكمها الكاشانيون عام 1517 ق.م. وظلت منتعشة ما بين عامي 626 و539 ق.م. تسمى بلاد بابل (بابلونيا)، وتعتبر أسوارها وجنائنها المعلقة من عجائب الدنيا السبع. · Upload file |
| IQ-BB-002 | بورسيبا               | تقع مدينة البرس إلى الجنوب من الحلة بزهاء 15 ميلا، وبرجها المدرج علامة شاهقة في الطريق ما بين الحلة والكفل واسمها الحالي (البرس) تحريف لاسمها البابلي القديم "بورسيا" وهي صحيفة سومرية معناها "سيف البحر" أو قرن البحر" كونها كانت تقع على حافة غدير أو بحيرة على غرار بحر النجف.             |      | الحلة      | بابل   | لا          | 32°23′31″N 44°20′28″E / 32.3919036°N 44.3412385°E | تقع مدينة البرس إلى الجنوب من الحلة بزهاء 15 ميلا، وبرجها المدرج علامة شاهقة في الطريق ما بين الحلة والكفل واسمها الحالي (البرس) تحريف لاسمها البابلي القديم "بورسيا" وهي صحيفة سومرية معناها "سيف البحر" أو قرن البحر" كونها كانت تقع على حافة غدير أو بحيرة على غرار بحر النجف. · Upload file             |
| IQ-BB-003 | آثار كيش (تل الأحيمر) | تقع هذه الاثارعلى مسافة 13 كم من مدينة الحلة الفيحاء و6 كم شرق مدينة بابل الأثرية ومنها زقورة "أنير كدرمه" وهي الزقورة الخاصة بهيكل (أيل بابا) اله الحرب. |      | الحلة      | بابل   | لا          | 32°32′25″N 44°36′17″E / 32.540182°N 44.604603°E   | تقع هذه الاثارعلى مسافة 13 كم من مدينة الحلة الفيحاء و6 كم شرق مدينة بابل الأثرية ومنها زقورة "أنير كدرمه" وهي الزقورة الخاصة بهيكل (أيل بابا) اله الحرب. · Upload file |
| IQ-BB-004 | مشهد الشمس            | تؤكد المصادر التاريخية والاثارية ان مشهد الشمس من ( مشهد الشمس ) معبد لآلهة الشمس عند البابليين ويسمونه ( معبد أدد ) ويقول مؤرخي اليهود انه من الآثار اليهودية البافية في العراق ومن ابرز معالمهم الباقية.                                                                                    |      | الحلة      | بابل   | لا          |                                                   | Upload file |
| IQ-BB-005 | قبر حزقيال (ذو الكفل) | يقع قبر منسوب للنبي حزقيال، كما هو معروف عند اليهود في التوراة، أو ذو الكفل، كما هو مذكور في القرآن في مدينة الكفل العراقية، حيث سميت المدينة نسبه إلى قبر "ذو الكفل". يظهر على الجدران الداخلية نصوص باللغة العبرية تحت قبة مزودة بتصاميم تحتوي على نقوش للزهور تعود إلى العصور الإسلامية.   |      | الحلة      | بابل   | لا          | 32°13′27″N 44°22′36″E / 32.224167°N 44.376667°E   | يقع قبر منسوب للنبي حزقيال، كما هو معروف عند اليهود في التوراة، أو ذو الكفل، كما هو مذكور في القرآن في مدينة الكفل العراقية، حيث سميت المدينة نسبه إلى قبر "ذو الكفل". يظهر على الجدران الداخلية نصوص باللغة العبرية تحت قبة مزودة بتصاميم تحتوي على نقوش للزهور تعود إلى العصور الإسلامية. · Upload file   |
| IQ-BB-006 | ماراد                 | مدينة سومرية قديمة تقع في محافظة بابل في العراق وتسمى حاليا بتل وناط السدوم، وتقع على الجانب الغربي لنهر الفرات غرب مدينة نيبور وتبعد عن كيش 50 كلم جنوبا على نهر اراهتو. |      | الحلة      | بابل   | لا          | 32°04′00″N 44°47′00″E / 32.066667°N 44.783333°E   | صورة |

## انظر أيضًَا
- قائمة مواقع التراث العالمي في العراق